# Enchentes no Rio Grande do Sul em 2024
As enchentes no Rio Grande do Sul em 2024 referem-se às inundações que ocorreram no estado brasileiro do Rio Grande do Sul entre o final de abril e início de maio de 2024. O governo gaúcho classificou a situação como "a maior catástrofe climática" da história do estado.
Em várias cidades, no período entre 27 de abril e 2 de maio, chegou a chover de 500 a 700 mm, correspondendo a um terço da média histórica de precipitação para todo um ano, e em muitas outras a precipitação ficou entre 300 e 400 mm entre 3 e 5 de maio. Dados do Instituto de Pesquisas Hidráulicas (IPH), da Universidade Federal do Rio Grande do Sul (UFRGS), mostram que as chuvas de maio levaram mais de 14 trilhões de litros de água para o lago Guaíba, volume que equivale a quase metade do reservatório da Usina Hidrelétrica de Itaipu. A precipitação excessiva afetou mais de 60% do território estadual.
Na tarde do dia 5 de maio, a inundação do Guaíba, lago que cerca a capital Porto Alegre, atingiu a marca de 5,37 metros, superando as históricas enchentes de 1941 e 2023. No mesmo dia, o Governo Federal decretou estado de calamidade pública. O volume de chuva no mês de maio bateu todos os recordes históricos de Porto Alegre e Caxias do Sul. Na capital, a estação meterológica convencional de referência climatológica da cidade, localizada no bairro Jardim Botânico, acumulou 540 mm, superando a marca de 447 mm em setembro de 2023. Em Caxias do Sul, a estação meteorológica oficial do INMET no Aeroporto Regional Hugo Cantergiani registrou um volume ainda maior, alcançando 845 mm.
No dia 20 de agosto, a Defesa Civil do Rio Grande do Sul (RS) reportou 183 mortes. Ao todo, 478 municípios gaúchos foram atingidos por inundações, quedas de barreiras e deslizamentos de terra. Cerca de 2,4 milhões de pessoas foram afetadas pelos efeitos das chuvas nas regiões Central, dos Vales, Serra e Metropolitana de Porto Alegre, sendo que mais de 442 mil moradores tiveram que deixar suas residências (cerca de 18 mil em abrigos e 423 mil desalojados). Mais de 640 mil residências tiveram o abastecimento de água cortado e mais de 440 mil clientes ficaram sem energia elétrica. Ocorreram bloqueios em dezenas de pontos nas estradas estaduais por deslizamentos de terra, inundações, destruição da pista ou rompimento de barragens e queda de árvores. A Confederação Nacional de Municípios (CNM) estimou que as enchentes causaram prejuízos de 4,6 bilhões de reais, principalmente no setor habitacional, enquanto a Confederação Nacional das Seguradoras (CNseg) classificou a catástrofe como o maior sinistro do setor de seguros provocado por um único evento na história do Brasil, com mais de 1,6 bilhão de reais em pedidos feitos por segurados até 27 de maio.
Em 24 de abril de 2025, quase um ano após o desastre, a Defesa Civil do RS emitiu um boletim especial, reportando 184 mortes confirmadas, enquanto 25 pessoas ainda continuavam desaparecidas. 

## Histórico meteorológico

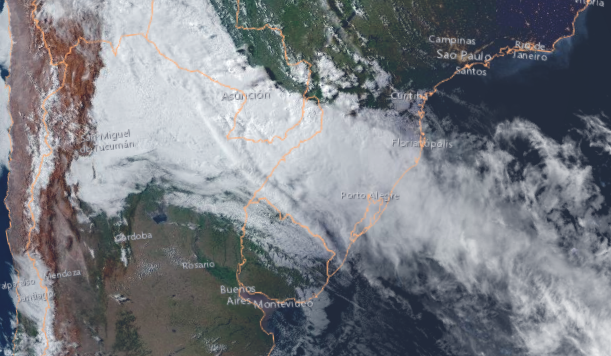
Imagem de satélite do sul do Brasil em 2 de maio de 2024

Mapa das áreas atingidas no estado do Rio Grande do Sul pelas enchentes de 2024

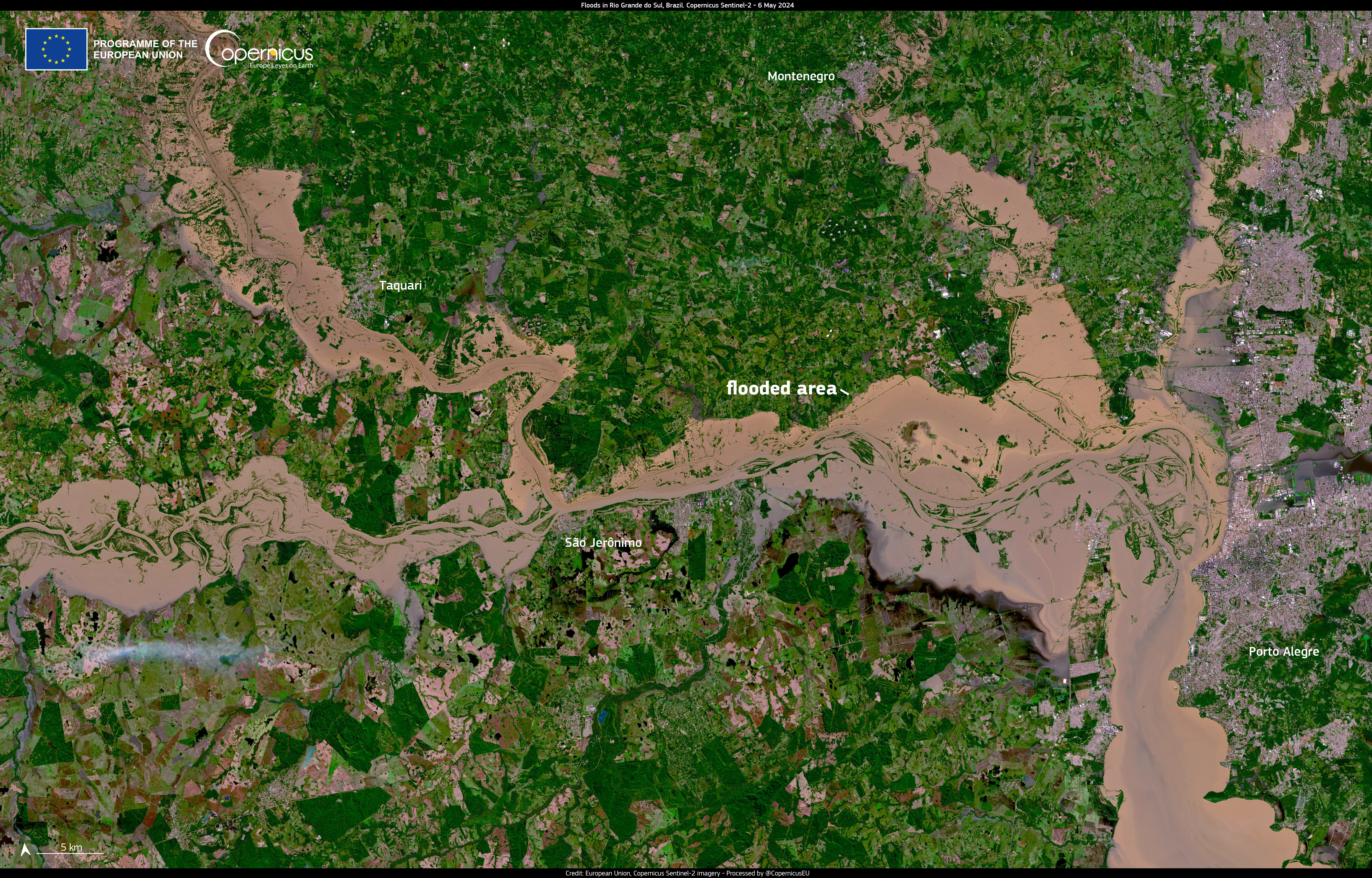
Imagem de satélite das áreas ao redor de Porto Alegre inundadas em 6 de maio

Um bloqueio atmosférico causado por um sistema de alta pressão atmosférica no Centro-Sul do Brasil impediu o deslocamento de sistemas meteorológicos típicos (ciclone extratropical, frente fria, cavado) que causam precipitações. As temperaturas onde o anticiclone atuou ficaram de cinco a dez graus Celsius acima do que é registrado historicamente pelo Instituto Nacional de Meteorologia (INMET). Por conta disso, as áreas de instabilidade ficaram confinadas no estado gaúcho, caracterizando uma frente estacionária.
O mau tempo começou no norte do estado, no dia 27, com chuva forte. No dia 28 de abril a Defesa Civil do Rio Grande do Sul emitiu o Aviso Meteorológico 254, depois atualizado, alertando para o "risco para transtornos por conta dos temporais isolados e chuvas pontualmente intensas, ocasionando rápidas elevações dos níveis com extravasamento da calha em arroios, córregos, pequenos riachos e regiões ribeirinhas, assim como lenta elevação dos rios principais podendo atingir cota de inundação, além de alagamentos pontuais nos perímetros urbanos". Nos dias que se seguiram, na rede social X, os avisos se sucederam, sempre com previsões para tempo adverso.
Na segunda-feira, dia 29, a situação se espalhou por quase todo o estado. No dia 30, por volta das 14 horas, o Aviso Meteorológico 254 foi atualizado, trazendo o alerta para "risco alto para transtornos por conta das tempestades isoladas, e chuvas intensas e persistentes, ocasionando rápidas elevações dos níveis com extravasamento da calha em arroios, córregos, pequenos riachos e regiões ribeirinhas, assim como elevação dos rios principais atingindo cota de inundação, além de alagamentos nos perímetros urbanos e deslizamentos".
O mau tempo dos dias 27 de abril a 2 de maio foi provocado por uma frente fria associada a uma área de baixa pressão sobre o mar. Junto a este sistema, houve a atuação de um fluxo de umidade vindo do norte do país. Uma outra frente começou a ingressar no estado no dia 2 de maio, enquanto a umidade do fluxo se mantinha. Esta frente estava associada a uma área de baixa pressão sobre o Paraguai que depois se deslocou perpendicularmente sobre o Rio Grande até desembocar no leste do estado no Oceano Atlântico. Durante este período, várias cidades receberam de 500 a 700 mm de chuva, equivalendo a um terço da média histórica de precipitação para todo um ano, e em muitas outras a precipitação ficou entre 300 e 400 mm.
Depois de alguns dias sem chuva, o avanço de uma frente quente de altitude sobre o ar mais frio que atuava no estado, que tornou-se semiestacionária, acompanhada de uma corrente de jato em baixos níveis e um centro de baixa pressão, provocou a formação de uma linha de instabilidade, e a partir do dia 10 de maio iniciou um novo período de precipitações intensas, concentradas na metade Norte, afetando regiões onde ficam as cabeceiras de vários rios que haviam transbordado mas se encontravam em processo de baixa, como o Jacuí, Taquari, Antas, Caí, Sinos, Paranhana e Gravataí. Até o dia 12 haviam caído quase 300 mm de chuva nos Campos de Cima da Serra e de 100 a 200 mm em muitos outros locais, sendo previsto um importante repique nas enchentes. Segundo a Defesa Civil, no dia 12 quase todos os grandes rios do estado voltaram a mostrar elevação em suas cotas.
A nova onda de instabilidade também provocou a formação de dois tornados, ambos no dia 11, um no município de Gentil, com intensidade estimada entre F0 e F1 na Escala Fujita, que incidiu na zona rural e não causou estragos ou vítimas, e outro na zona urbana do município de Cambará do Sul, no bairro de Vila Santana, com ventos estimados de 140 km/h, danificando 57 casas, uma escola e um posto de saúde. Cerca de 300 pessoas foram afetadas, mas não houve feridos ou mortos.
Um terceiro período de chuvas entre os dias 23 e 24 de maio foi produzido pela formação de uma área de baixa pressão a Leste do Rio Grande do Sul, acompanhada pela chegada de uma forte massa de ar frio de origem polar e ventos do quadrante Sul com força de tempestade, estimados em 70 a 90 km/h. Choveu quase 200 milímetros no Vale do Rio Pardo, de 80 a 130 milímetros no norte do estado e quase 150 milímetros na região de Porto Alegre. Embora vários rios do interior tenham voltado a subir, este episódio afetou com mais intensidade a região de Porto Alegre, onde as águas já haviam baixado significativamente, mas as chuvas e o represamento da vazão do Guaíba causado pelo vento provocaram um novo repique nas cheias.

### Relação com as mudanças climáticas

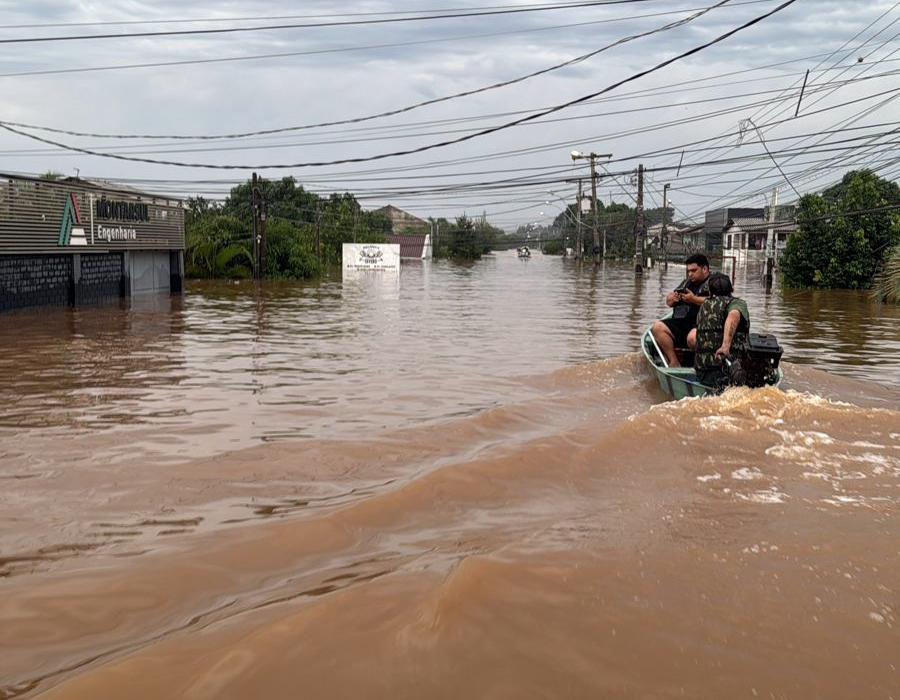
Alagamento na área urbana da região metropolitana de Porto Alegre

Um relatório científico publicado pelo Painel Brasileiro de Mudanças Climáticas em 2013 já apresentava a tendência de aumento significativo das chuvas no Sul do Brasil por conta das mudanças climáticas, mas, devido à existência de variáveis difíceis de quantificar com precisão, havia incerteza a respeito do nível de aumento, podendo oscilar de 25 a 30%. Outras projeções que já haviam sido feitas, citadas pelo climatologista Carlos Nobre, participante do Painel Intergovernamental de Mudanças Climáticas (IPCC), variavam de 10% a 20% de aumento.
Além de Nobre, outros especialistas como Paulo Artaxo, também membro do IPCC, e Marcio Astrini, secretário-executivo de Observatório do Clima, correlacionaram as frequentes enchentes no Sul do Brasil aos impactos do aquecimento global no Brasil, o que também foi destacado na cobertura da imprensa internacional, além de apontarem o despreparo governamental, refletido em políticas públicas inconsistentes de prevenção de desastres e programas insuficientes de mitigação e adaptação ao aquecimento global, o que é agravado pelos danos ao meio ambiente e pela fragilização da legislação ambiental.

## Consequências

### Vítimas

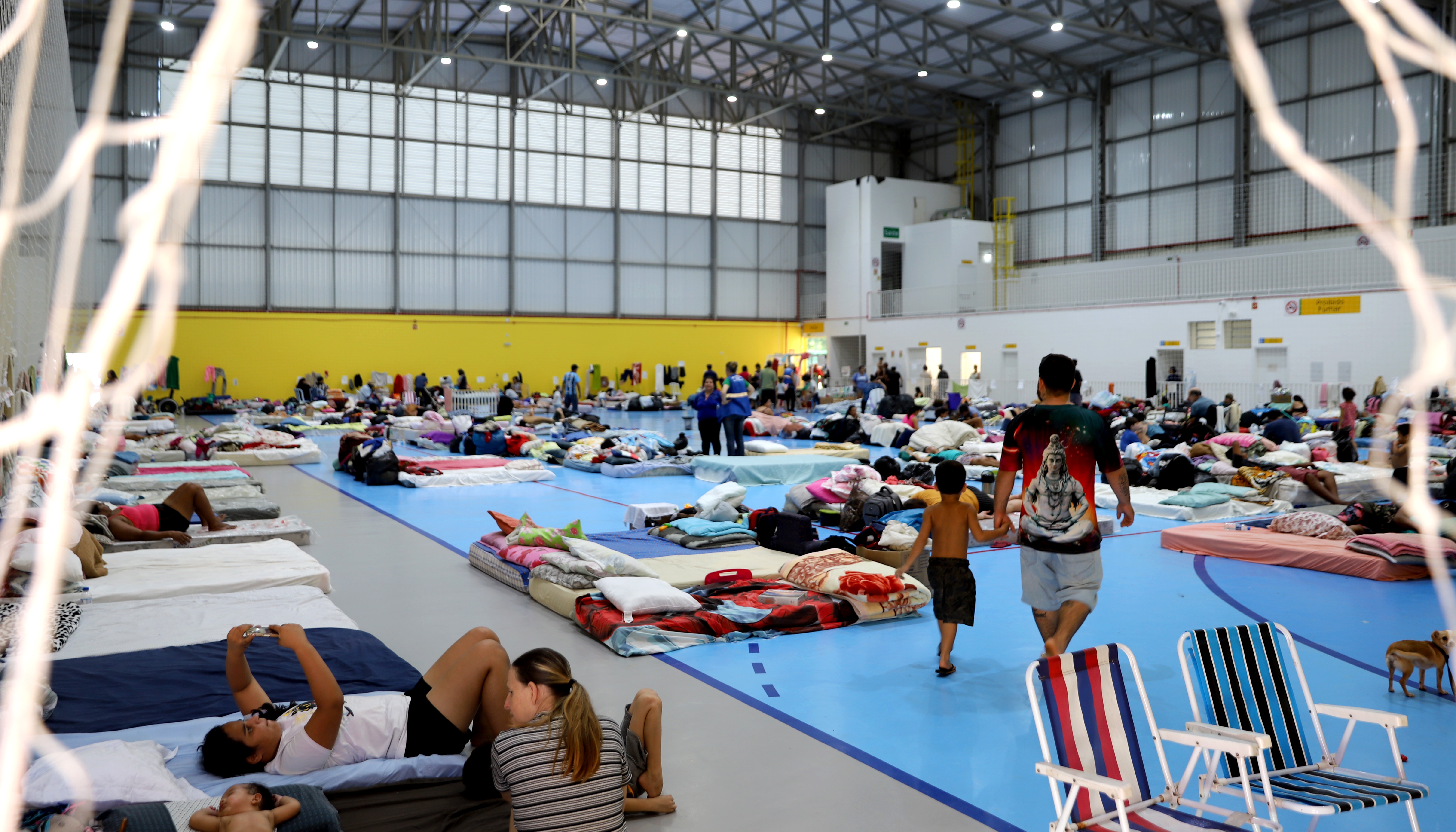
Vítimas das enchentes abrigadas no Parque do Trabalhador de Novo Hamburgo em 7 de maio

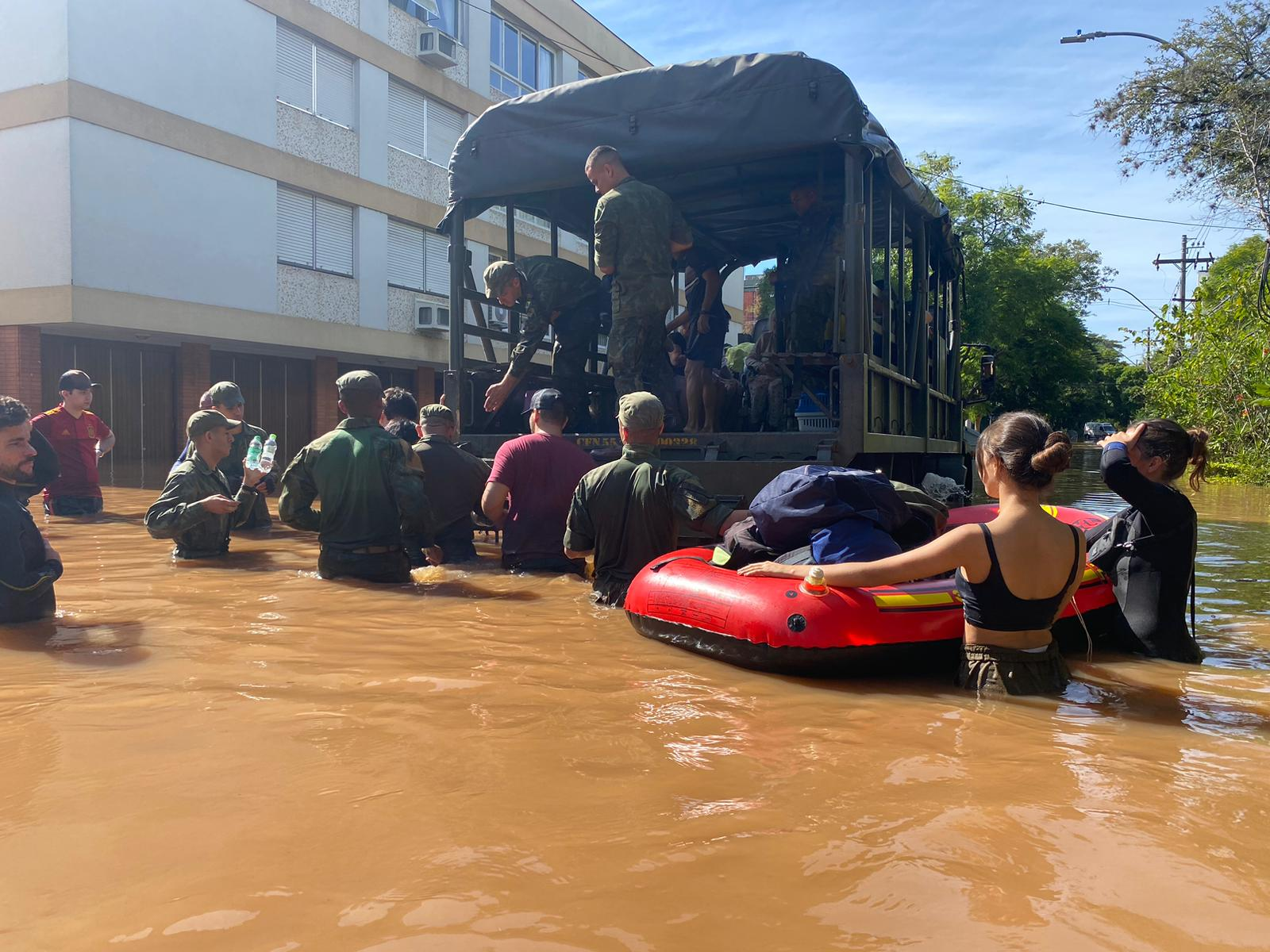
Soldados do Exército do Brasil durante operações de resgate

No dia 20 de agosto, a Defesa Civil do Rio Grande do Sul reportou 183 mortes. Ao todo, 478 municípios gaúchos foram atingidos por inundações, quedas de barreiras e deslizamentos de terra. Cerca de 2,4 milhões pessoas foram afetadas pelos efeitos das chuvas nas regiões Central, dos Vales, Serra e Metropolitana de Porto Alegre, sendo que mais de 442 mil moradores tiveram que deixar suas residências (cerca de 18 mil em abrigos e 423 mil desalojados).
A maioria das mortes confirmadas nas enchentes no Rio Grande do Sul são de homens com mais de 60 anos de idade. As vítimas mais jovens incluíram um bebê de 1 ano e uma de 6 meses. A vítima mais velha foi Catharina Rizzardo Bellé, de 100 anos, que sofreu um mal súbito durante o resgate. Os municípios com o maior número de mortos são Canoas, seguido por Roca Sales, Cruzeiro do Sul, Caxias do Sul, Bento Gonçalves, São Leopoldo, Gramado, Santa Maria, Eldorado do Sul, Veranópolis e Porto Alegre, além de outras 36 cidades que também registraram mortes.
Segundo um censo realizado pela Secretaria do Desenvolvimento Social do Rio Grande do Sul quando o estado tinha 75 mil pessoas em abrigos, 49,7 mil eram adultos, 15,8 mil crianças e adolescentes, 8,6 mil idosos e 2,1 mil pessoas com deficiência em um total de 803 abrigos ao redor do estado, incluindo 79 escolas estaduais. Porto Alegre acolheu 17,8 mil pessoas e Canoas, 22,5 mil. No total, 88 municípios gaúchos receberam desabrigados. A maioria oferece banheiro, atendimento de saúde e psicossocial, segurança e espaços de lazer. Dos total de abrigos, 543 tinha acesso à água encanada e 516 possuíam cozinha.
Em 24 de abril de 2025, quase um ano após o desastre, a Defesa Civil do RS emitiu um boletim especial, reportando 184 mortes confirmadas, enquanto 25 pessoas ainda continuavam desaparecidas. 

#### Animais

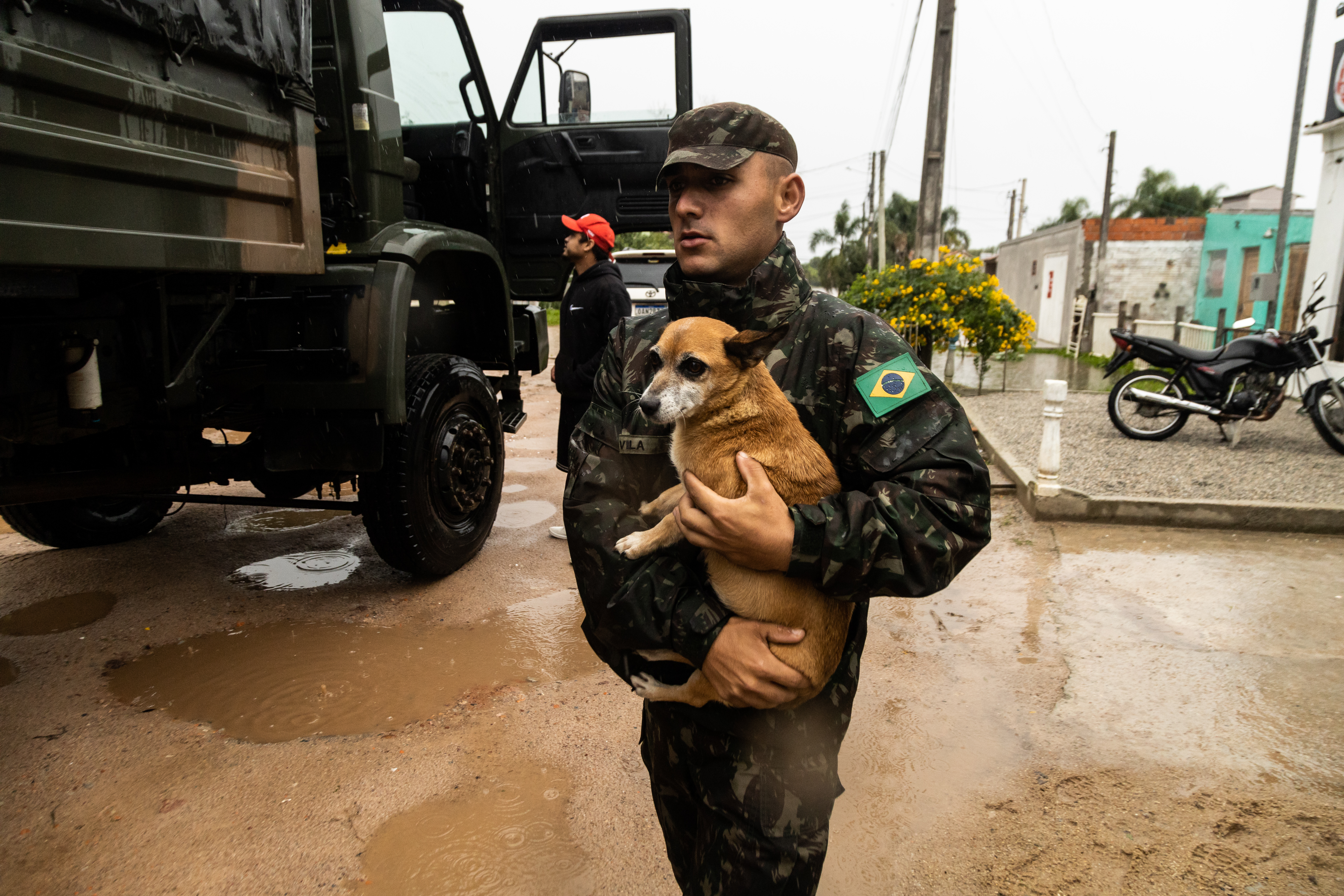
Soldado do Exército Brasileiro resgata um cão em Pelotas

Ainda não há uma estimativa oficial de quantos animais foram mortos pelas enchentes em todo o estado, mas os seres vivos mais impactados foram milhares de bovinos, suínos e aves criadas para consumo, sendo que muitos se afogaram em galpões inundados. De acordo com o Instituto Brasileiro de Geografia e Estatística (IBGE), o estado acumulava um rebanho total de quase 12 milhões de bovinos, 573 mil de porcos e 22 milhões de galináceos antes das enchentes. Em 17 de maio, uma loja da rede Cobasi confirmou que todos os animais que estavam à venda na unidade, localizada em um shopping de Porto Alegre, morreram afogados.
Por outro lado, até o dia 20 de maio, segundo o governo gaúcho, cerca de 12 mil animais, como cavalos, gatos e cães, foram socorridos e resgatados por voluntários, Corpo de Bombeiros, Brigada Militar e Polícia Civil, além de organizações não governamentais, como Grupo de Resposta a Animais em Desastres (GRAD). Caramelo, um cavalo que ficou quatro dias ilhado em cima de um telhado em Canoas, ganhou grande destaque na imprensa internacional e foi resgatado por uma equipe do Corpo de Bombeiros.

### Saúde pública
De acordo com a Fiocruz, mais de 3 mil instalações de saúde - incluindo unidades básicas de saúde (UBS), unidades de pronto-atendimento (UPA), hospitais, farmácias e clínicas particulares - foram afetadas pelas chuvas de diversas maneiras, resultando em interrupções temporárias nas suas atividades durante e após o evento. Além dos danos estruturais sofridos, a logística de vários hospitais foi comprometida, dificultando a troca de turnos e impedindo a locomoção dos profissionais de saúde para descanso em suas residências, prolongando assim a situação de crise.

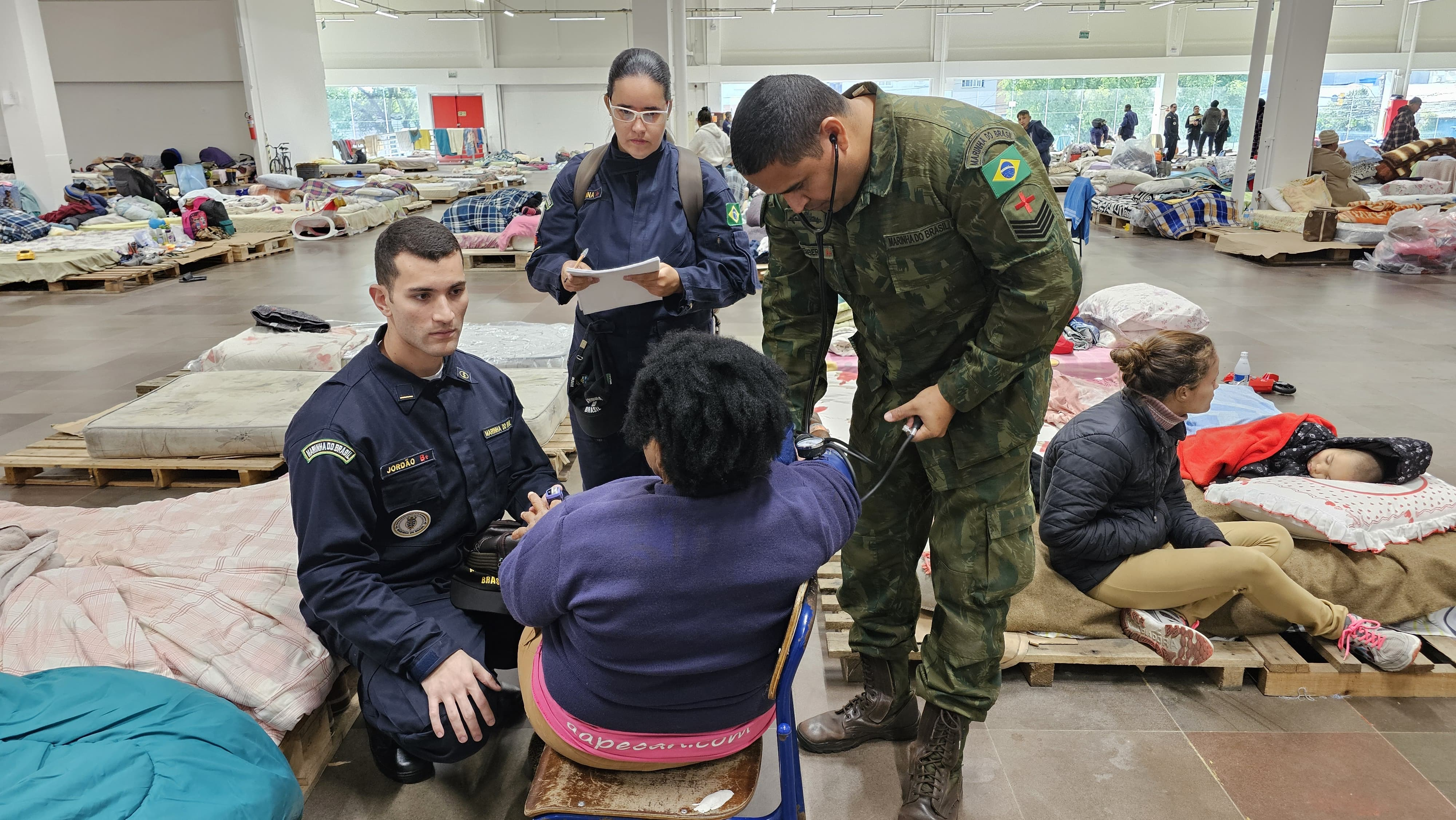
Militares da Marinha do Brasil realizam atendimento médico a uma vítima das enchentes no município de Rio Grande

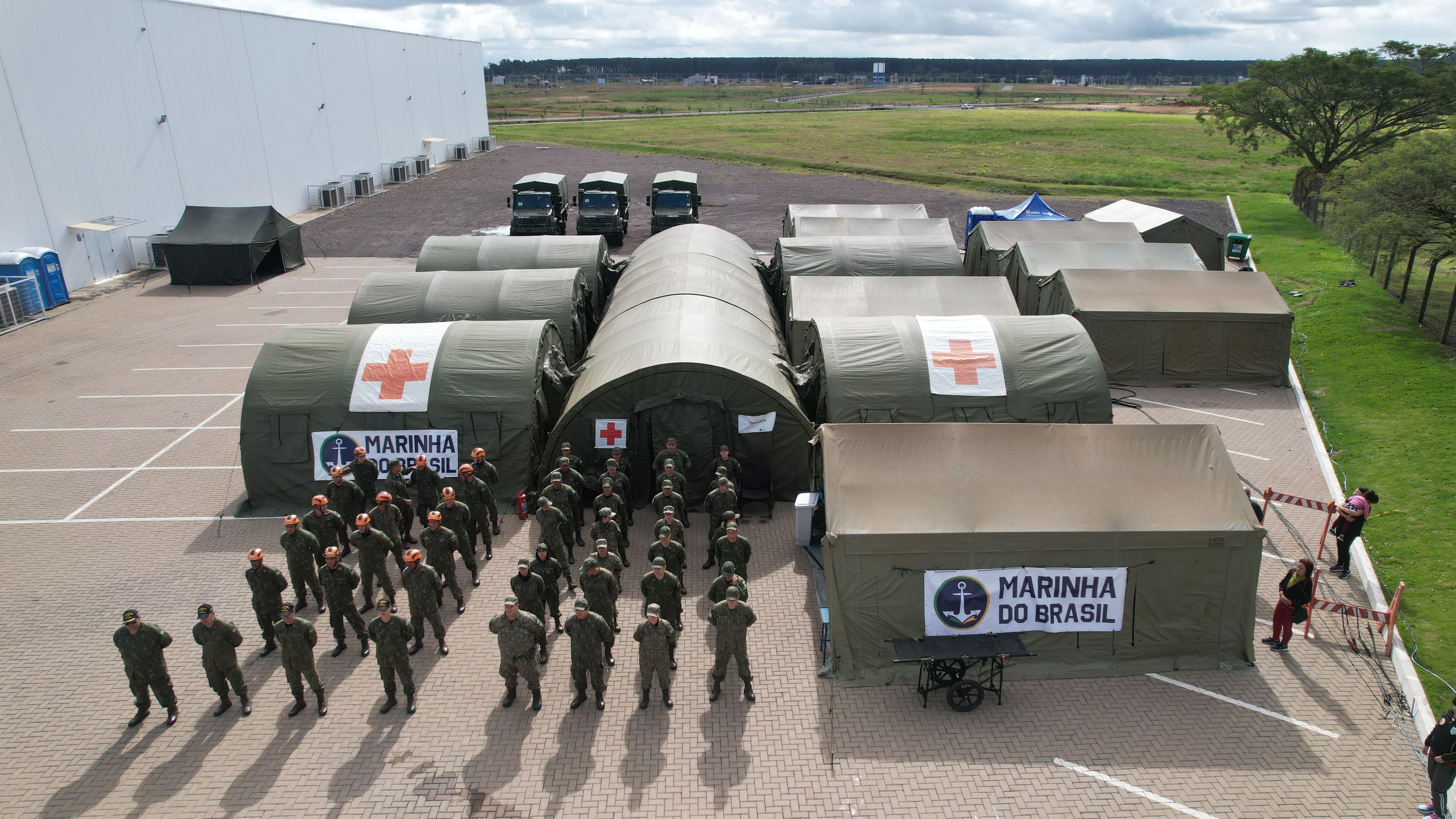
Hospital de campanha montado pela Marinha do Brasil

Em Porto Alegre, o Hospital de Pronto Socorro de Porto Alegre, um dos centros de referência em traumas e emergências no estado, que teve um papel crucial durante o incêndio da Boate Kiss, também sofreu danos significativos devido às chuvas. O problema principal foi o retorno da rede de esgoto, que causou alagamentos na emergência e no 5º andar do hospital. Bairros adjacentes, como a Cidade Baixa e o Centro Histórico, também foram afetados por alagamentos. Além disso, importantes vias arteriais próximas, como o Viaduto da Conceição, que conecta o hospital à Avenida Castelo Branco, foram bloqueadas ou parcialmente bloqueadas. A Avenida Castelo Branco é uma das principais vias de acesso à cidade de Porto Alegre, conectando as BR 116 e BR 290. Esses bloqueios dificultaram significativamente o acesso ao hospital, que está localizado em um ponto estratégico da cidade. O Hospital São Lucas da PUC-RS, localizado na Zona Leste de Porto Alegre, também sofreu consideráveis danos devido às chuvas. Os pacientes da enfermaria tiveram que ser remanejados. Houve destelhamento em três andares e queda de parte do teto em dois leitos de UTI, afetando também a emergência e o centro de diagnóstico por imagem, que foram alagados. Além disso, 10 leitos do Sistema Único de Saúde (SUS) ficaram temporariamente inutilizados. O Hospital Fêmina, também localizado em Porto Alegre e sendo o único hospital exclusivo para atendimento à saúde da mulher, oferecendo serviços variados como atendimento psiquiátrico, ginecológico e obstétrico, também foi severamente afetado pelas chuvas. O hospital sofreu alagamentos em todos os seus andares. O Hospital Moinhos de Vento, um dos maiores hospitais particulares de Porto Alegre, não sofreu danos significativos durante as chuvas. No entanto, teve que servir de abrigo para cerca de 100 funcionários que ficaram desabrigados ou impossibilitados de se locomover para suas residências devido às enchentes.
Em Canoas, o Hospital de Pronto Socorro de Canoas, localizado no bairro Mathias Velho, foi um dos estabelecimentos de saúde afetados pelas chuvas na cidade de Canoas. O hospital ficou completamente inundado e teve que ser evacuado às pressas, resultando na morte de dois pacientes que estavam na UTI. Este hospital, um dos principais da cidade, não possui previsão de retorno às suas atividades, o que tem sobrecarregado o Hospital Nossa Senhora das Graças e o Hospital Universitário de Canoas. O Hospital Universitário de Canoas da ULBRA não foi diretamente impactado, mas enfrentou uma sobrecarga significativa devido ao aumento no número de pacientes provenientes de outros hospitais e das consequências das chuvas. A Universidade Luterana do Brasil, situada no mesmo campus que o hospital, serviu como abrigo temporário para mais de 6 mil indivíduos durante o evento, contribuindo para a sobrecarga do hospital, apesar das medidas tomadas, como a abertura de enfermarias e farmácias temporárias dentro do abrigo. Para reforçar o atendimento, o Ministério da Saúde providenciou a instalação de hospitais de campanha na região.
Pesquisadores da Universidade Federal do Rio Grande do Sul (UFRGS) coletaram 92 amostras de águas das enchentes em Porto Alegre, Gravataí e Eldorado do Sul, constatando altos índices de bactérias, especialmente leptospira, causadora da leptospirose, além de E. coli e diferentes tipos de vírus, como o SARS-CoV-2, responsável pela Covid-19, e os causadores da Hepatite A e Hepatite E, uma variante mais rara da doença. As análises indicaram que vários parâmetros de qualidade da água estavam abaixo do padrão, principalmente relacionado ao transbordamento de estações de esgoto invadidas pelas águas das enchentes. Desde o início das enchentes até 4 de junho, foram confirmadas 13 mortes e 242 casos de leptospirose no estado, de acordo com a Secretaria Estadual de Saúde do Rio Grande do Sul. Em Porto Alegre, os casos saltaram de 5 para mais de 60 em maio. Em 27 de maio, segundo a coordenação da Força Nacional do Sistema Único de Saúde, a principal demanda de saúde nos hospitais de campanha são as síndromes respiratórias (síndrome gripal, pneumonia, resfriado), que representavam cerca de 1/4 dos atendimentos; os casos de diarreia, que representam cerca de 7% dos atendimentos; casos de dengue, com 5%, além de casos suspeitos de leptospirose representam cerca de 2% dos atendimentos. Em 14 de junho de 2024, a Secretaria Municipal de Saúde de Porto Alegre divulgou que havia recebido 1556 notificações de suspeitas de leptospirose, sendo 1309 casos suspeitos em investigação, 195 descartados e 52 casos confirmados. Em relação aos óbitos por leptospirose em Porto Alegre, até 14 de junho de 2024 haviam sido confirmados 2 óbitos entre residentes do município e outros 2 seguem em investigação.

### Infraestrutura

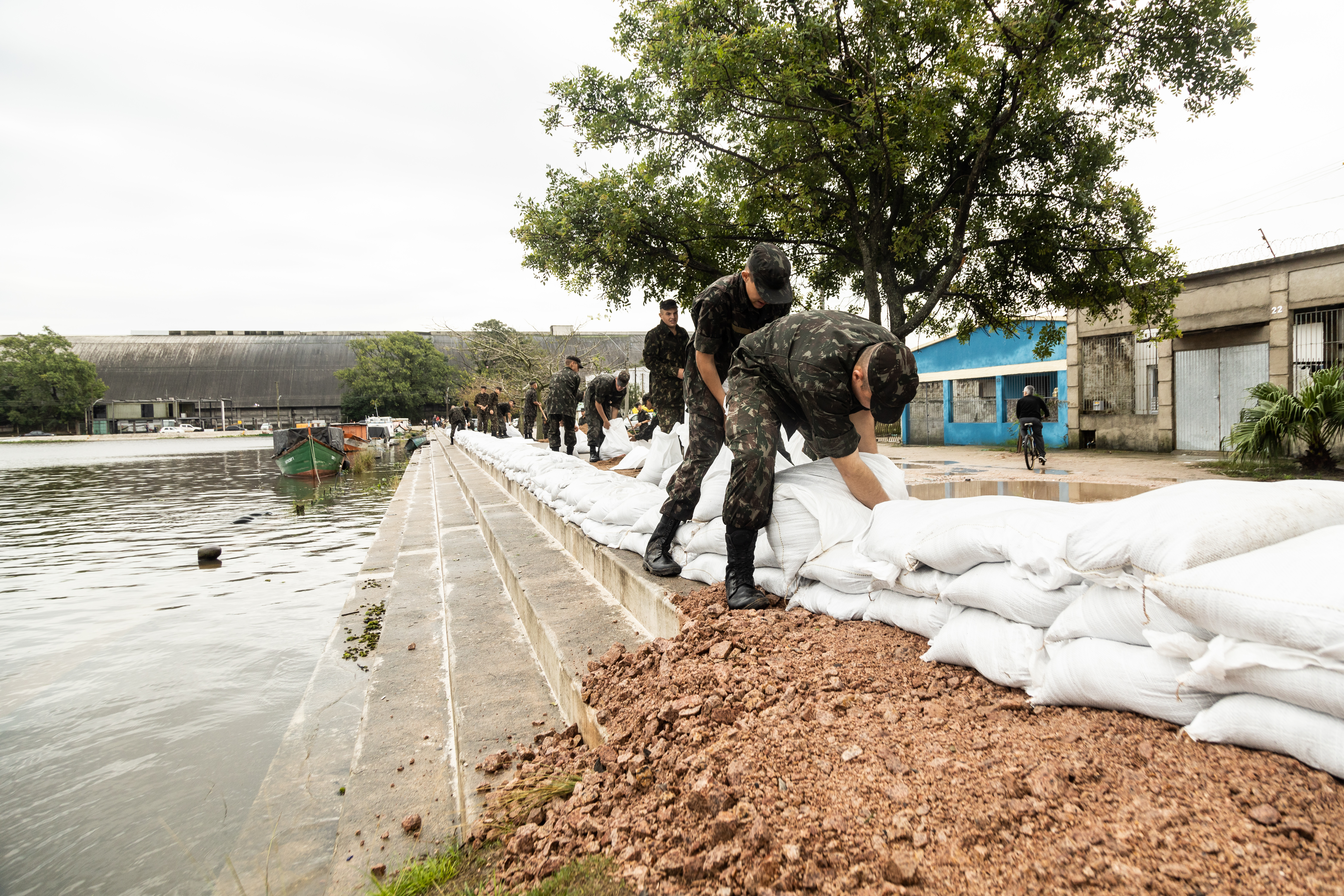
Soldados do Exército Brasileiro montam barreiras de contenção temporárias em Pelotas

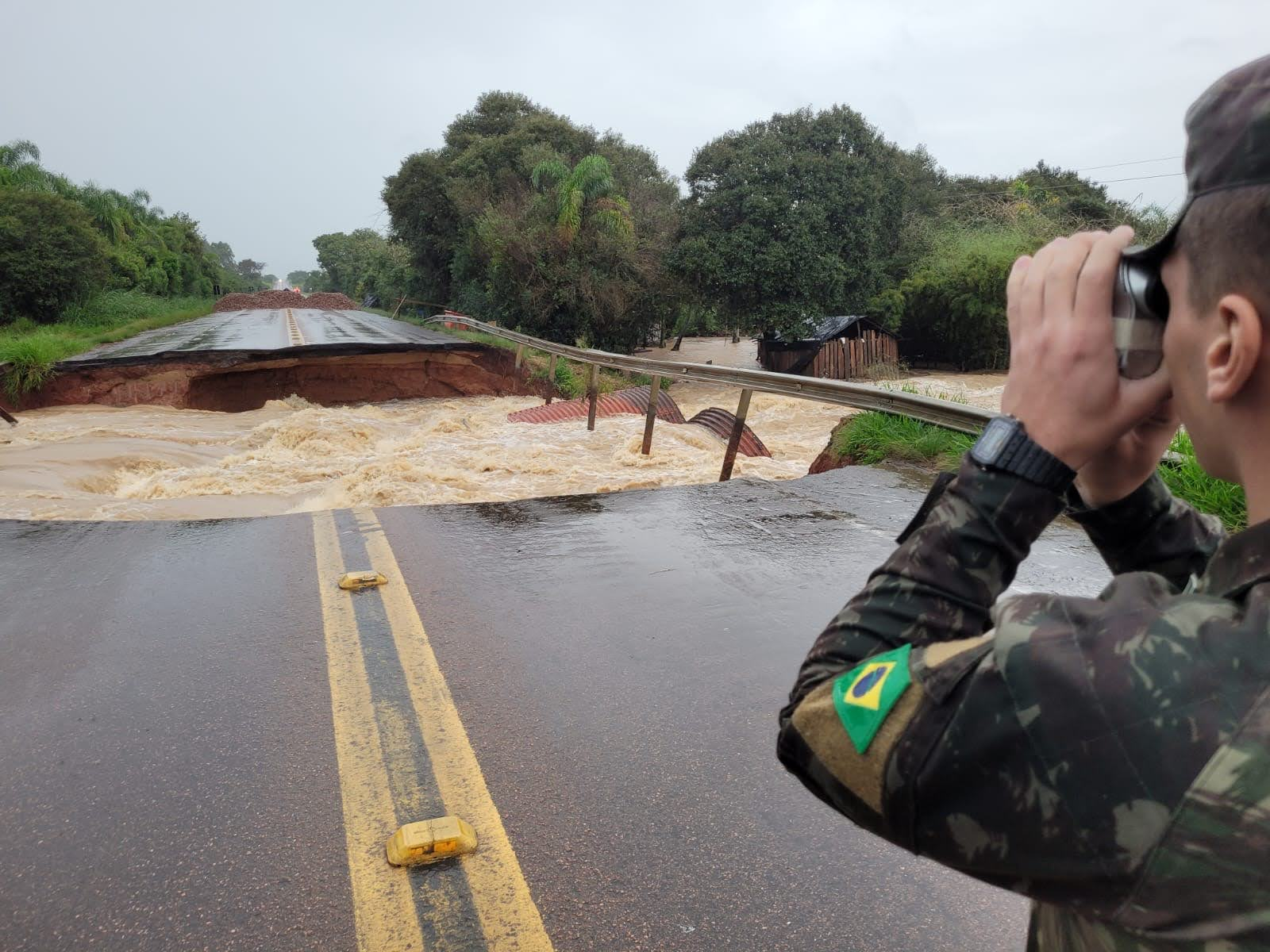
Ponte destruída pelas enchentes na região do Vale do Taquari em 30 de abril de 2024

No dia 30 de abril, primeiro dia de divulgação dos boletins referentes ao novo desastre natural no estado, cerca de 300 mil gaúchos estavam sofrendo com algum problema de infraestrutura, incluindo a ausência do fornecimento de energia elétrica, água potável e fornecimento de telefonia e internet. Dezenas de rodovias estaduais e federais também estavam total ou parcialmente bloqueadas devido à queda de barreiras ou alagamentos e enchentes. No dia seguinte, em 1 de maio, mais de 160 mil pontos estavam sem energia elétrica e 441 mil pessoas estavam sem água, o que significava 14% dos clientes da Corsan.
O alto volume de chuva ocasionou o rompimento da Represa 14 de Julho, localizada no Rio das Antas, em Cotiporã. O dano estrutural ocorreu no início da tarde de 2 de maio. A Defesa Civil emitiu um alerta aos moradores dos municípios de Santa Tereza, Muçum, Roca Sales, Arroio do Meio, Encantado, Colinas e Lajeado deixem áreas de risco e procurem abrigos públicos ou outro local de segurança para permanecer durante a elevação de nível do Rio Taquari. Cruzeiro do Sul, Muçum, Lajeado, Estrela, Encantado, Roca Sales e Arroio do Meio tiveram bairros inteiros arrasados pelo impacto direto da correnteza dos rios. Várias dessas cidades já haviam sido fortemente afetadas pelas enchentes de 2023.
Um estudo de pesquisadores do PNUMA e da Rede de Soluções para o Desenvolvimento Sustentável da ONU em parceria com o Instituto de Pesquisas Hidráulicas da UFRGS estimou que mais de 400 mil edificações tenham sido em alguma medida danificadas em todo o estado, principalmente na Região Metropolitana de Porto Alegre. Destas, 44,6 mil foram totalmente destruídas ou sofreram danos severos, e 170 mil provavelmente serão condenadas por causa de instabilidade estrutural, decorrente do prolongado período de submersão. A destruição gerou cerca de 47 milhões de toneladas de destroços e entulho, das quais 5 milhões de toneladas são compostas de mobília e equipamentos estragados e 19 milhões de toneladas de material de construção. Esse material foi contaminado pela mistura da água com carcaças de animais mortos, lixo e resíduos industriais, hospitalares e químicos, colocando um problema para seu descarte adequado, com riscos à saúde e potencial de dano ambiental. Devido à pouca estrutura das cidades para manejar esse vasto volume de resíduos produzido subitamente, tanto em termos de serviços de coleta quanto de espaço para descarte, projetou-se que a limpeza completa das áreas afetadas pode levar muitos anos.

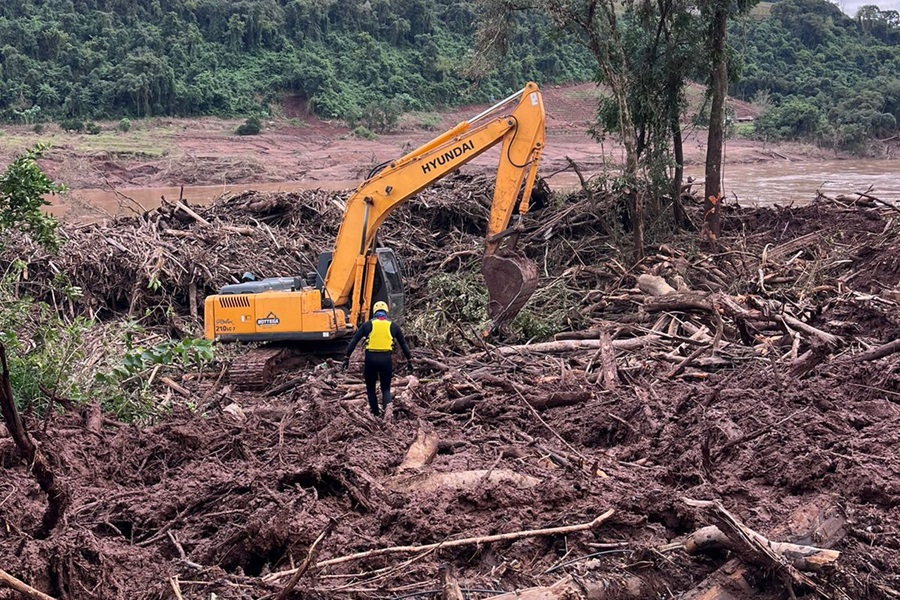
Militares do Corpo de Bombeiros Militar do Estado do Amapá atuam na busca de vítimas em área de deslizamento de terra em Bento Gonçalves

Na Serra Gaúcha, diversas estradas da região foram afetadas com deslizamentos, ocasionando diversos bloqueios. No dia 1º de maio, a Ponte Ernesto Dornelles, na BR-470, sob o Rio das Antas, localizada entre os municípios de Bento Gonçalves e Veranópolis, foi acometida por um desmoronamento de terra em ambas as cabeceiras, resultando em cinco mortes e 403 pessoas resgatadas. A BR-116, entre Galópolis e Vila Cristina, em Caxias do Sul, teve parte do asfalto que cedeu. Em Farroupilha, entre Nova Milano a cidade de São Vendelino, a RS-122 foi bloqueada devido à queda de barreiras, deslizamento de pedras e rompimento de pista. Uma das principais ligações entre a Serra e o Litoral Norte, a Rota do Sol, na RS-486, em Itati, próximo ao Mirante da Rota do Sol, aconteceu um deslizamento de terra, que gerou o bloqueio total da rodovia. No dia 12 de maio, a ponte na BR-116, sob o Rio Caí, que liga Caxias do Sul a Nova Petrópolis, uma das pilastras cedeu e ocorreram rachaduras na pista, além de um espaçamento entre os apoios. Na madrugada do dia 13 de maio, tremores de terra atingiram pelo menos quatro bairros em Caxias do Sul e, de acordo com a Defesa Civil, os tremores são causados por acomodações naturais do solo. A chuva dos últimos dias pode também ter contribuído para o fenômeno. No mesmo dia, a adutora do Sistema Marrecas, às margens da Rota do Sol, RS-453, novamente se rompeu devido a um deslizamento de terra. Em Gramado a rua Henrique Bertoluci, no bairro Piratini, desmoronou devido a infiltração em consequência da chuva.

#### Porto Alegre

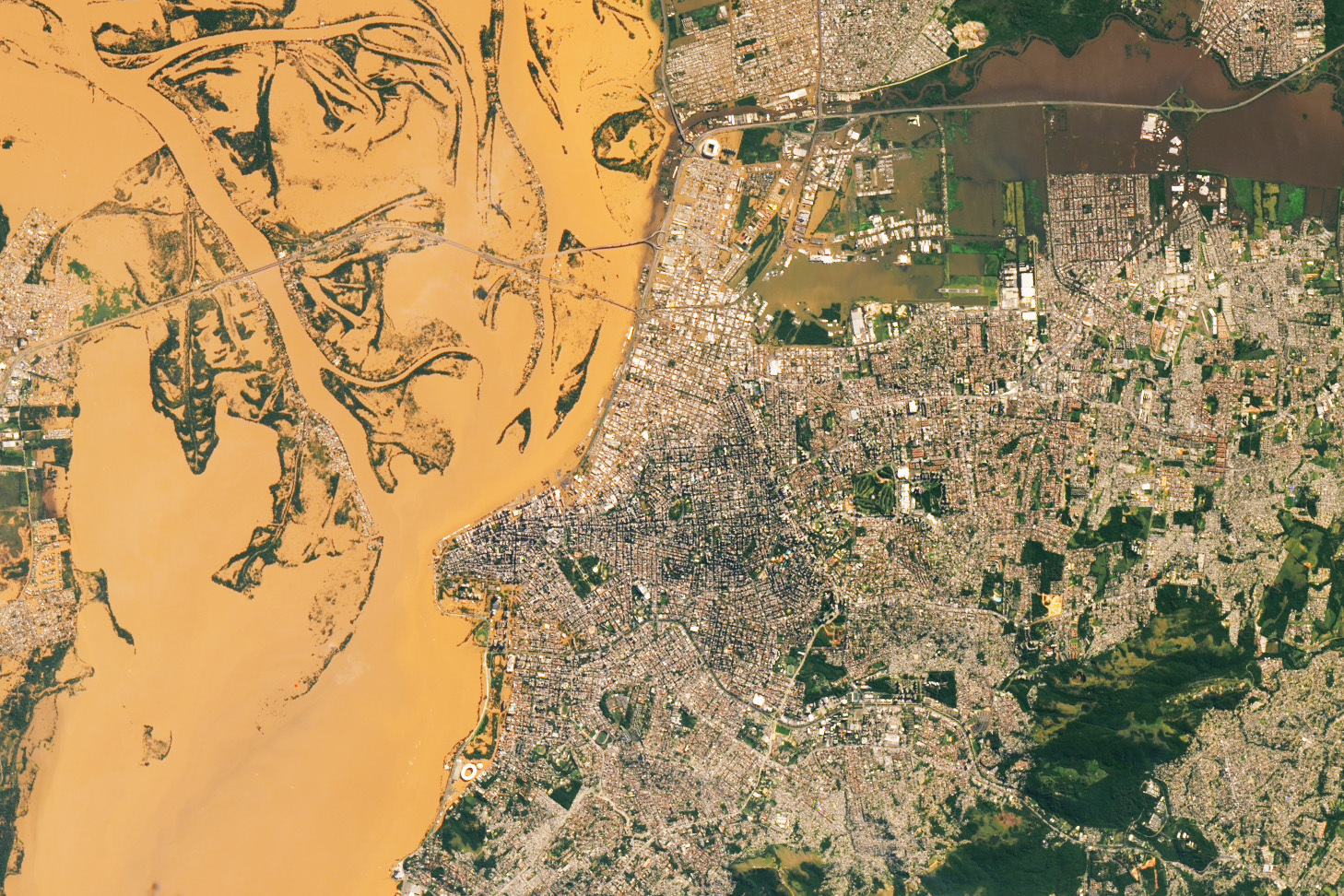
Imagem de satélite da Grande Porto Alegre parcialmente inundada em 8 de maio

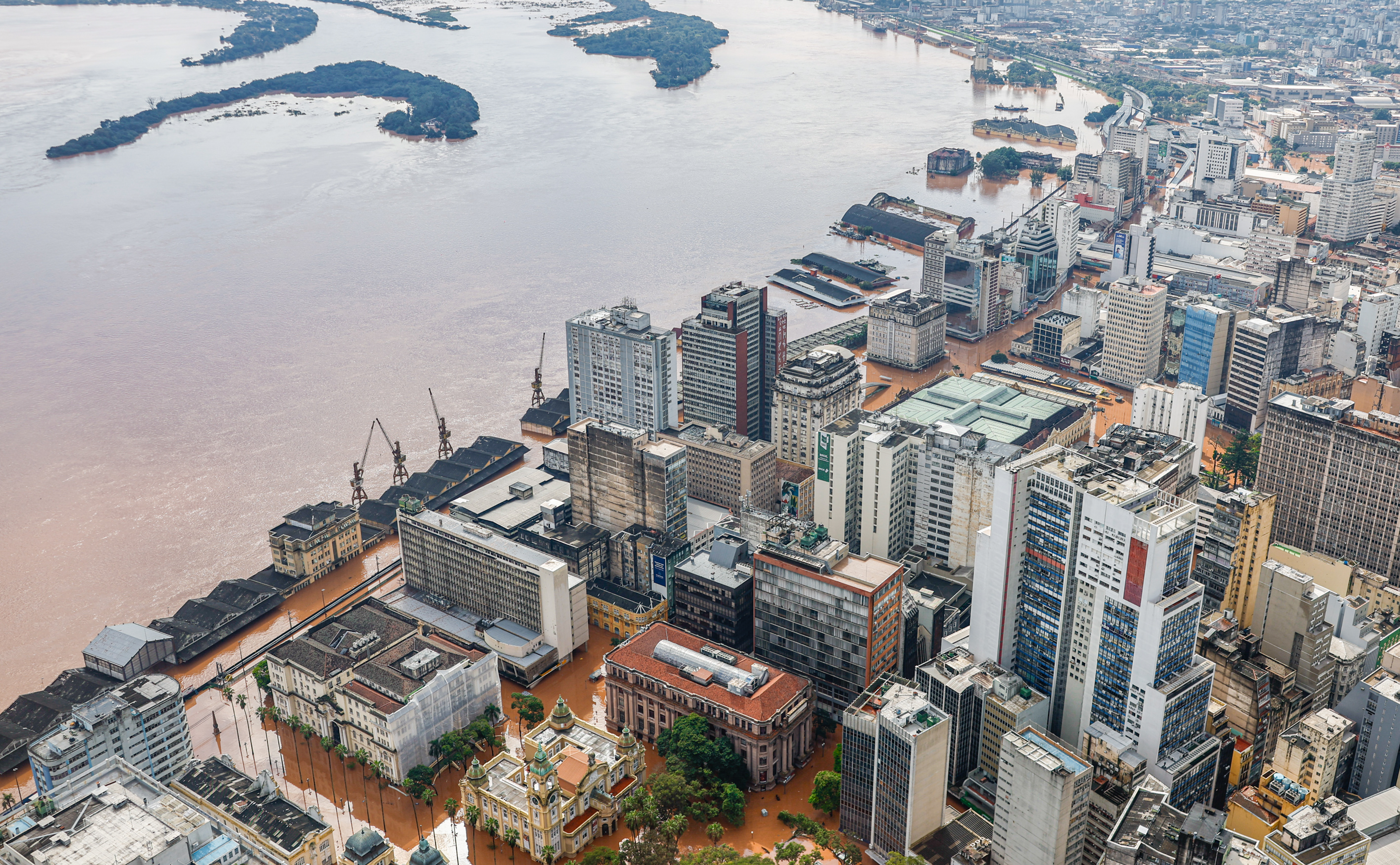
Centro Histórico de Porto Alegre alagado

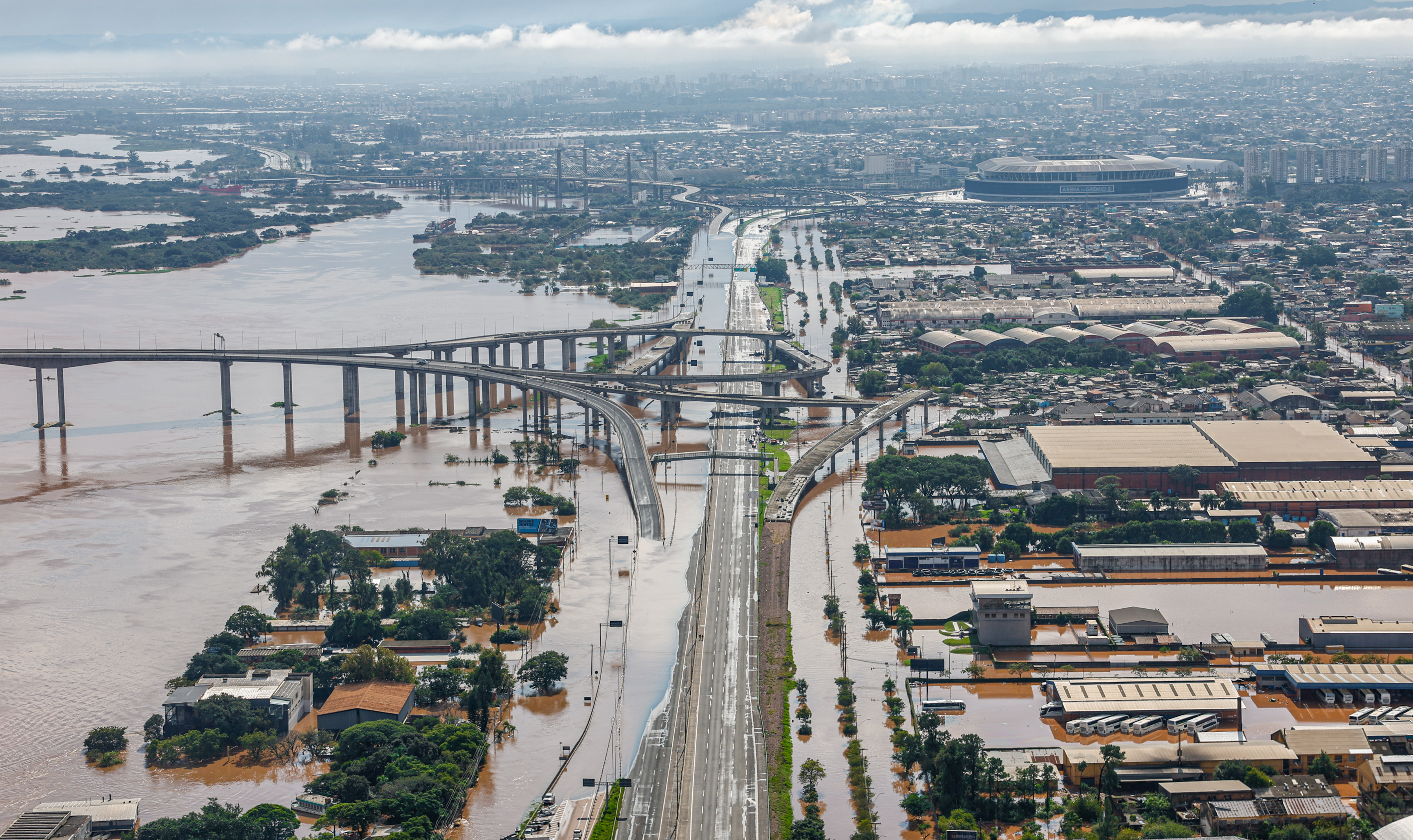
Ponte do Guaíba em 5 de maio de 2024 entre Eldorado do Sul e Porto Alegre interditada

Em Porto Alegre, o sistema de contenção de cheias, composto por um muro e uma série de diques, apresentou falhas de funcionamento. Comportas romperam ou vazaram, e estações de bombeamento de água de volta para o Guaíba deixaram de operar. Como consequência, o Centro Histórico e vários outros bairros sofreram extenso alagamento, como o Menino Deus, Cidade Baixa e Sarandi, obrigando à evacuação das áreas mais afetadas. Em algumas ruas o trânsito só era possível de barco.
Às 8 horas do dia 5 de maio o nível da água do Guaíba medido no Cais do Porto atingiu 5,33 metros, sendo esta a maior marca desde o início dos registros. Depois de o Guaíba começar a baixar, um novo período de chuvas causou outra elevação que, pela segunda vez, no dia 13 superou o recorde de 1941. Entre os dias 24 e 24 de maio, mais chuvas intensas e o represamento da vazão das águas do Guaíba pelos fortes ventos causaram outra elevação, que superou todas as outras marcas históricas menos a de 1941. Bairros que ainda não haviam sido afetados foram alagados.
As pontes sobre o Guaíba e as avenidas Presidente Castello Branco e Assis Brasil foram interditadas, interrompendo as principais ligações da capital com o resto do estado. A rodoviária do município, alagada, foi fechada, tendo todas as suas partidas e chegadas canceladas; o metrô de Porto Alegre foi paralisado pela Trensurb a partir das 16 horas da sexta-feira, 3 de maio. Trens foram movidos para trechos elevados da linha para evitar maiores perdas, mas a extensão dos danos ao sistema metroviário permanece desconhecida.
O bloqueio das principais vias de acesso à cidade provocou problemas de abastecimento de alimentos e combustível. O temor da falta provocou uma corrida de parte da população aos mercados e postos de gasolina, mas a Associação Gaúcha de Supermercados e a Sulpetro garantiram que as dificuldades eram pontuais e não haveria desabastecimento.
O desligamento de várias estações de tratamento de água, inundadas pela enchente ou desativadas preventivamente pelo risco de curto-circuito, deixou 85% da população da capital sem água, segundo dados da Dmae. Em 6 de maio, o governo da capital gaúcha emitiu um decreto municipal no qual determina que a distribuição de água seja exclusiva para "abastecimento e consumo essencial" ao menos "até que seja retomada a situação de regularidade do abastecimento de água". Os bairros alagados tiveram a energia elétrica cortada preventivamente, afetando 138 mil pessoas.

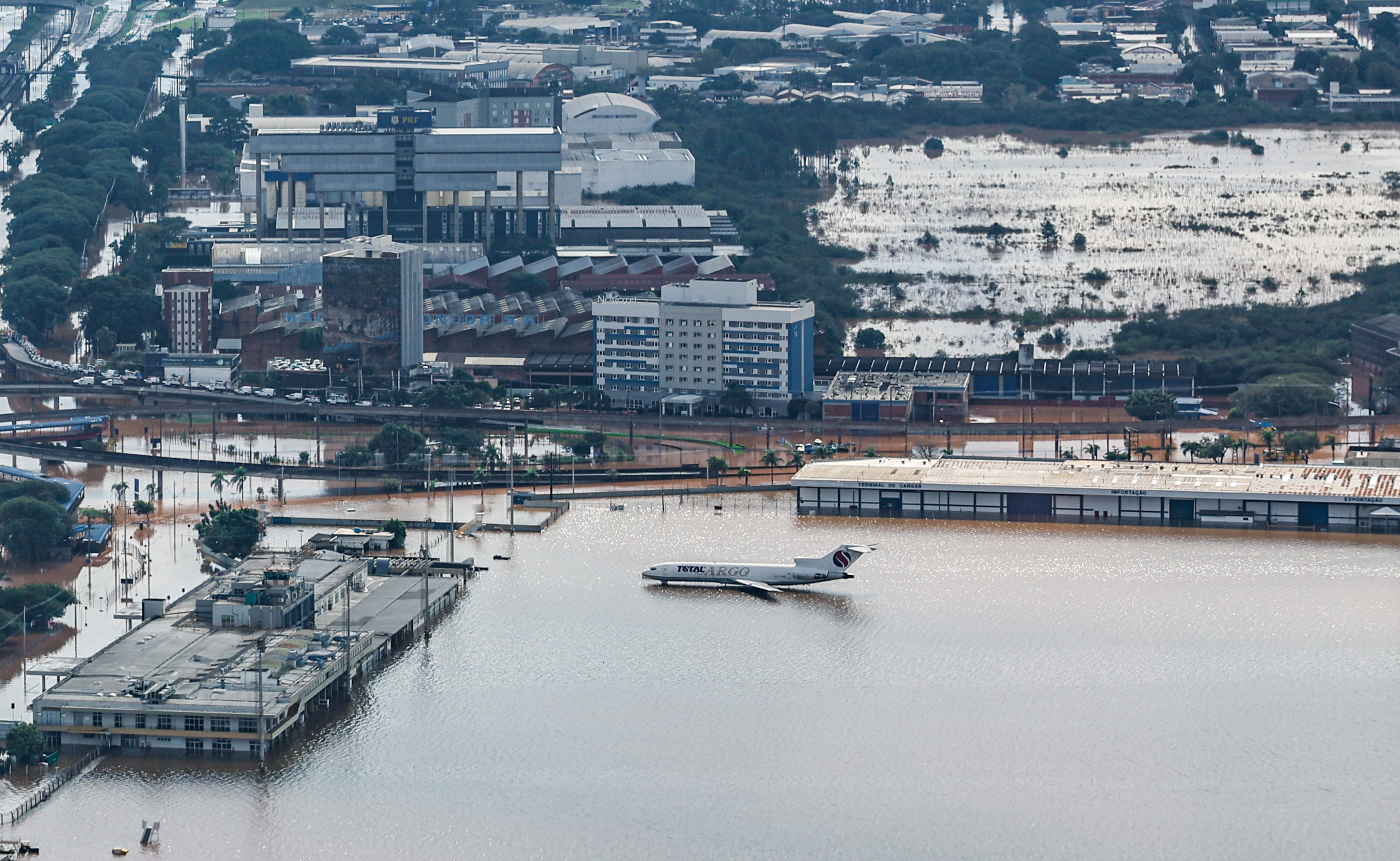
Avião ilhado na pista alagada do Aeroporto Internacional de Porto Alegre

O Aeroporto Internacional de Porto Alegre foi atingido pelas águas provenientes das enchentes no Rio Grande do Sul. A pista de decolagem e os prédios foram inundados e a água atingiu 2,5 metros de altura em alguns pontos do aeroporto. Diante da situação, a Fraport, administradora do complexo aeroportuário, suspendeu por tempo indeterminado todos os voos que passam pelo terminal.

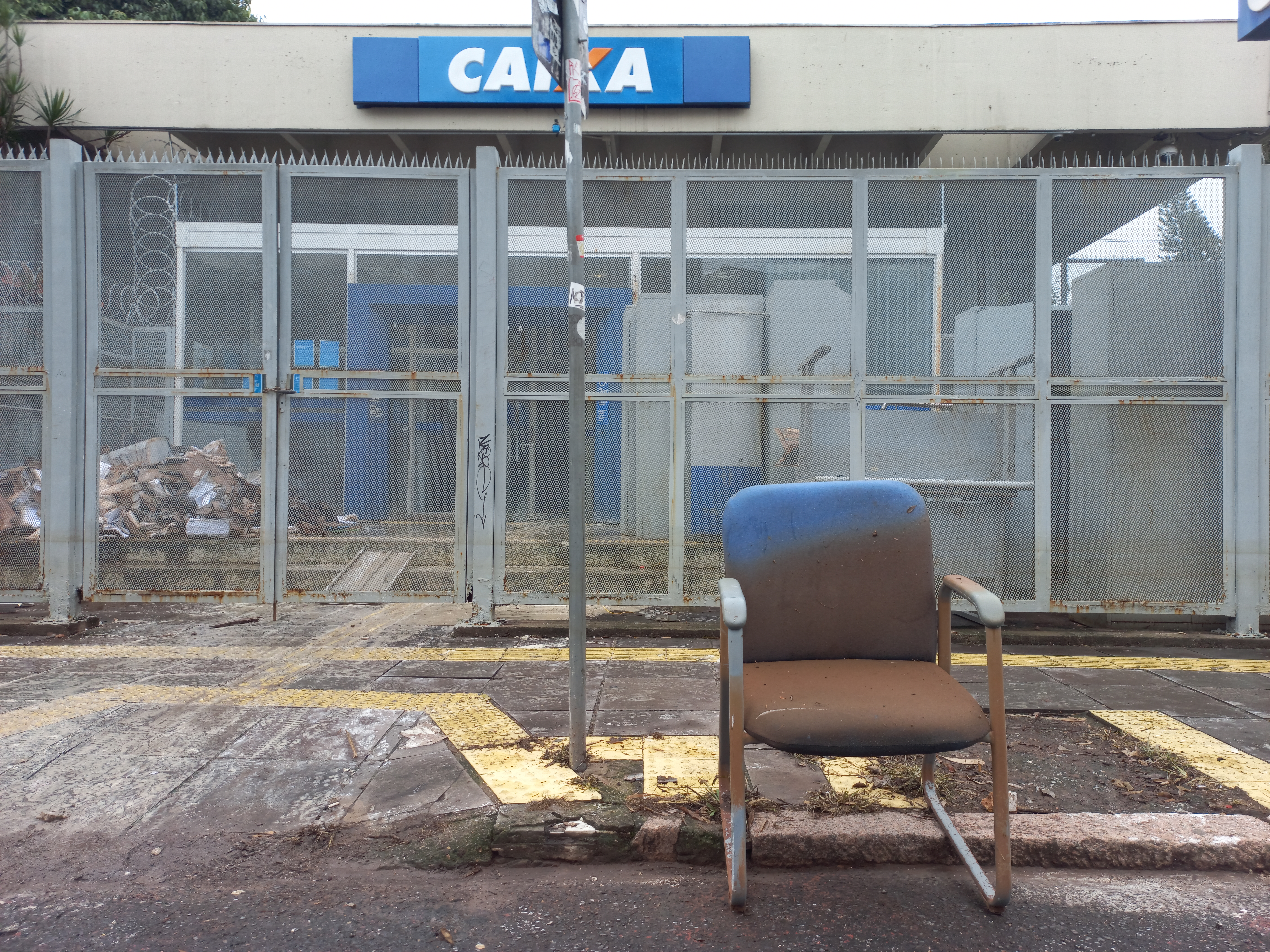
Marca da lama em cadeira retirada de uma agência da Caixa Econômica Federal, na rua José do Patrocínio

O Comando de Operações Táticas (COT) da Polícia Federal (PF) assumiu, desde 8 de maio, a segurança do aeroporto, após relatos de que grupos criminosos estariam planejando roubar mercadorias presas no terminal.
No dia 14 de maio, a Agência Nacional de Aviação Civil (ANAC) suspendeu, por tempo indeterminado, as vendas de passagens para voos que tenham como destino ou partida o aeroporto de Porto Alegre. Alguns dos voos inicialmente previstos para chegar ou partir do aeroporto de Porto Alegre estão sendo redirecionados para a Base Aérea de Canoas, área sob administração da Força Aérea Brasileira (FAB). Outros aeroportos do interior do Rio Grande do Sul, tais como os de Caxias do Sul, Santa Maria, Pelotas e Passo Fundo também têm recebido voos redistribuídos após as enchentes no aeroporto de Porto Alegre.
As pistas foram muito atingidas, uma vez que a água continua estagnada no local, o que afeta a planicidade para aviões se moverem, mesmo que se retirem as águas e se limpem as pistas. Danos estruturais elétricos também foram registrados no aeroporto, como no sistema de geração e distribuição de energia para o terminal. Equipamentos como bombas de sucção, guinchos e geradores foram emprestados ou doados para a drenagem das águas paradas no aeroporto.
A sede da emissora gaúcha RDC TV foi completamente tomada pelas cheias do Rio Guaíba, afetando todos os esquipamentos que mantinham o canal no ar, bem como os estúdios. Por conta disso, o canal teve as transmissões suspensas a partir do dia 17 de maio e devido ao prejuízo financeiro, demitiu todos os seus funcionários e colaboradores, além de romper os acordos com os patrocinadores.

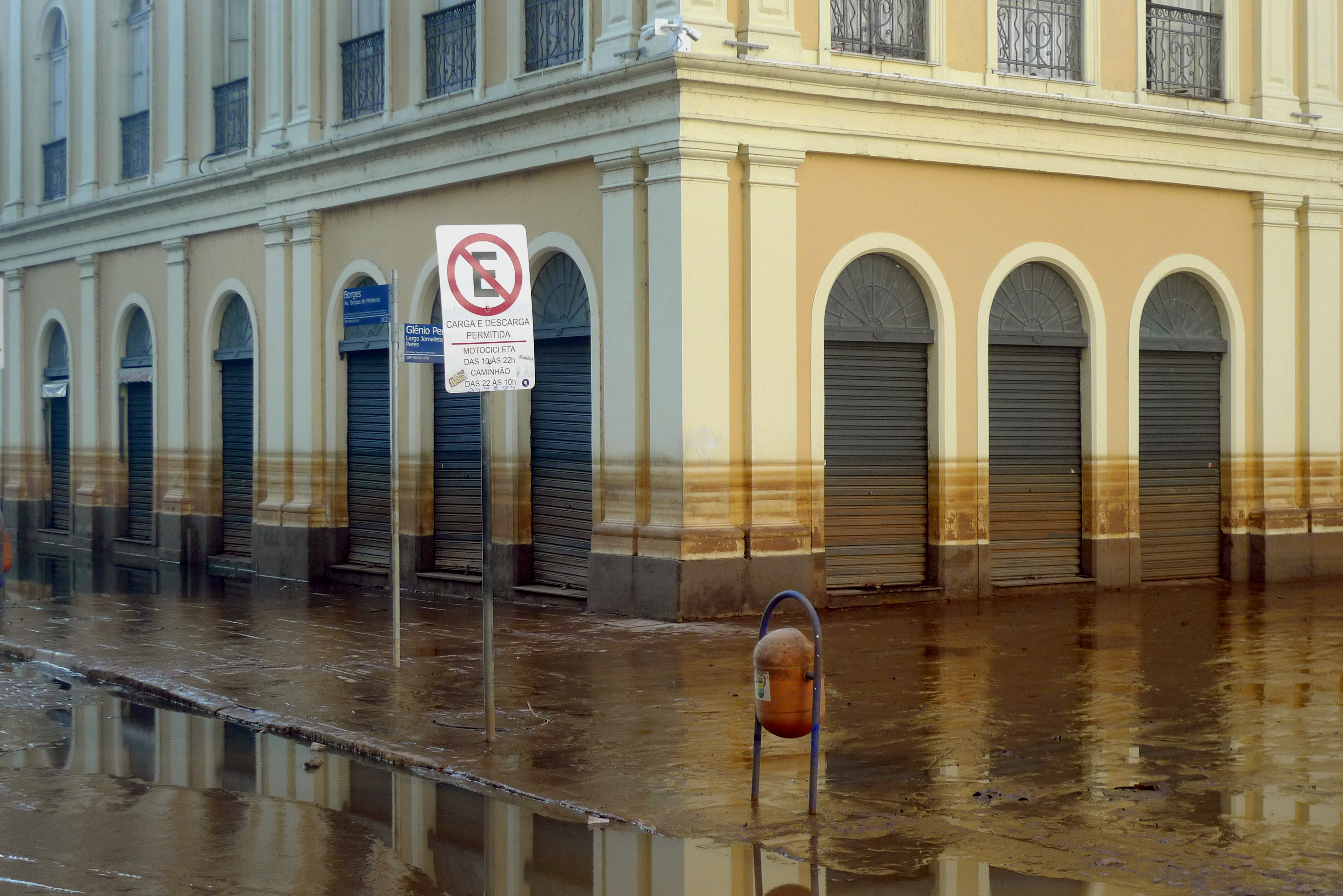
Marca da altura da água nas paredes do Mercado Público de Porto Alegre

No Mercado Público de Porto Alegre houve um trabalho de limpeza da lama que se acumulou nas paredes, indicando uma inundação mais alta do que a maior que já havia ocorrido, em 1941. Foram encontradas mesas e cadeiras cobertas de lama, móveis tombados e até um freezer industrial que foi deslocado pela água para uma das entradas do primeiro piso. No dia 20 de maio, o projeção era de um um prejuízo de mais de 2 milhões de reais.
Após o recuo da água nos bairros Centro e Cidade Baixa, no dia 17 de maio, moradores e donos de estabelecimentos voltaram para avaliar os danos causados pela enchente. Além das marcas da altura da água nas paredes e nos móveis, comerciantes e moradores encontraram lama, produtos estragados e mofados, eletroeletrônicos danificados e entulho. Em entrevistas, comerciantes manifestaram os sentimentos de surpresa com a necessidade imediata de evacuação e de susto, luto e sofrimento com os prejuízos.Também houve relatos do forte cheiro de peixes mortos e lama nos locais invadidos pela água. Em resposta aos prejuízos, a população local se mobilizou em mutirões de limpeza. As limpezas de residências e estabelecimentos transformaram as ruas da cidade em um lixão a céu aberto.

### Economia

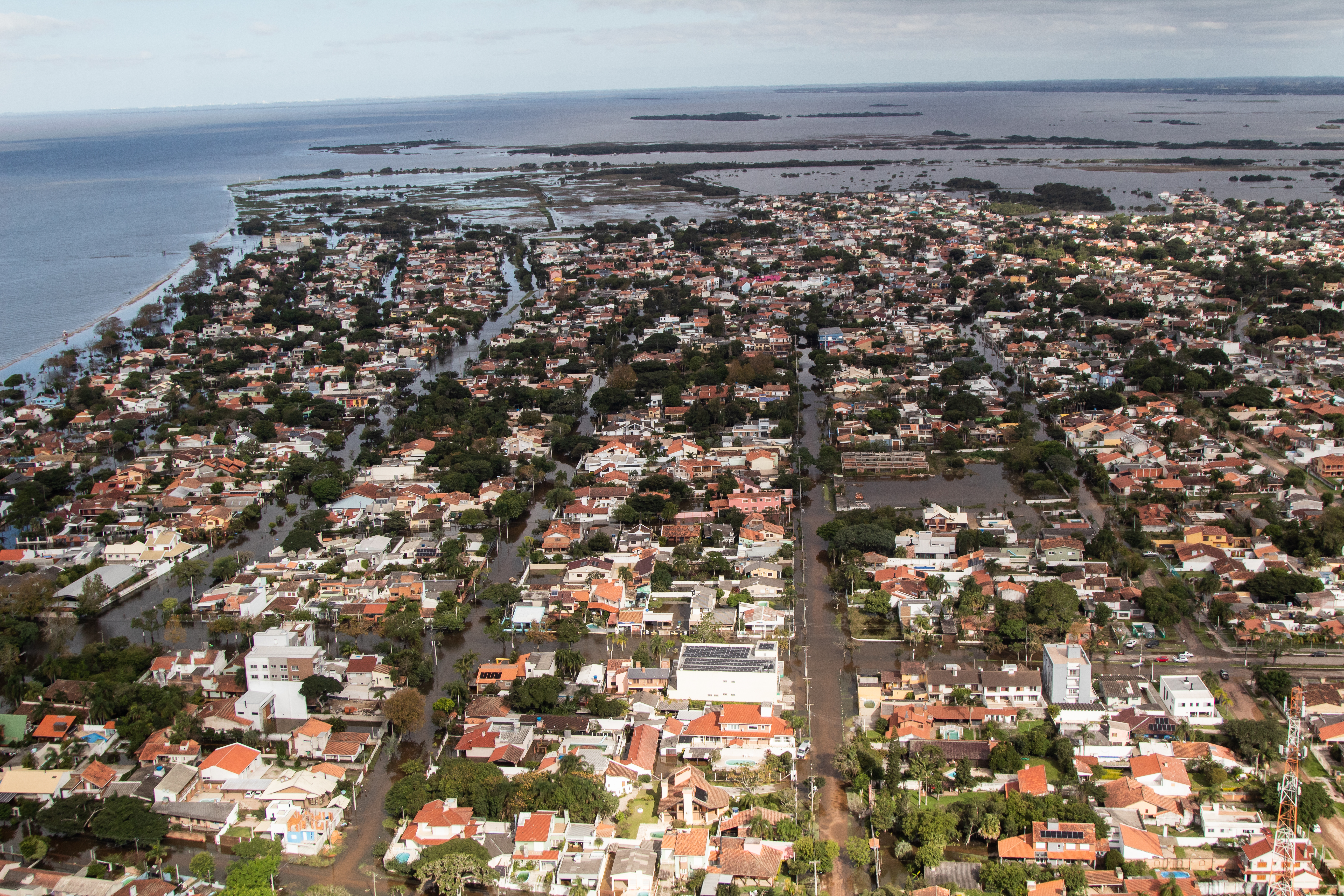
Região alagada em Pelotas

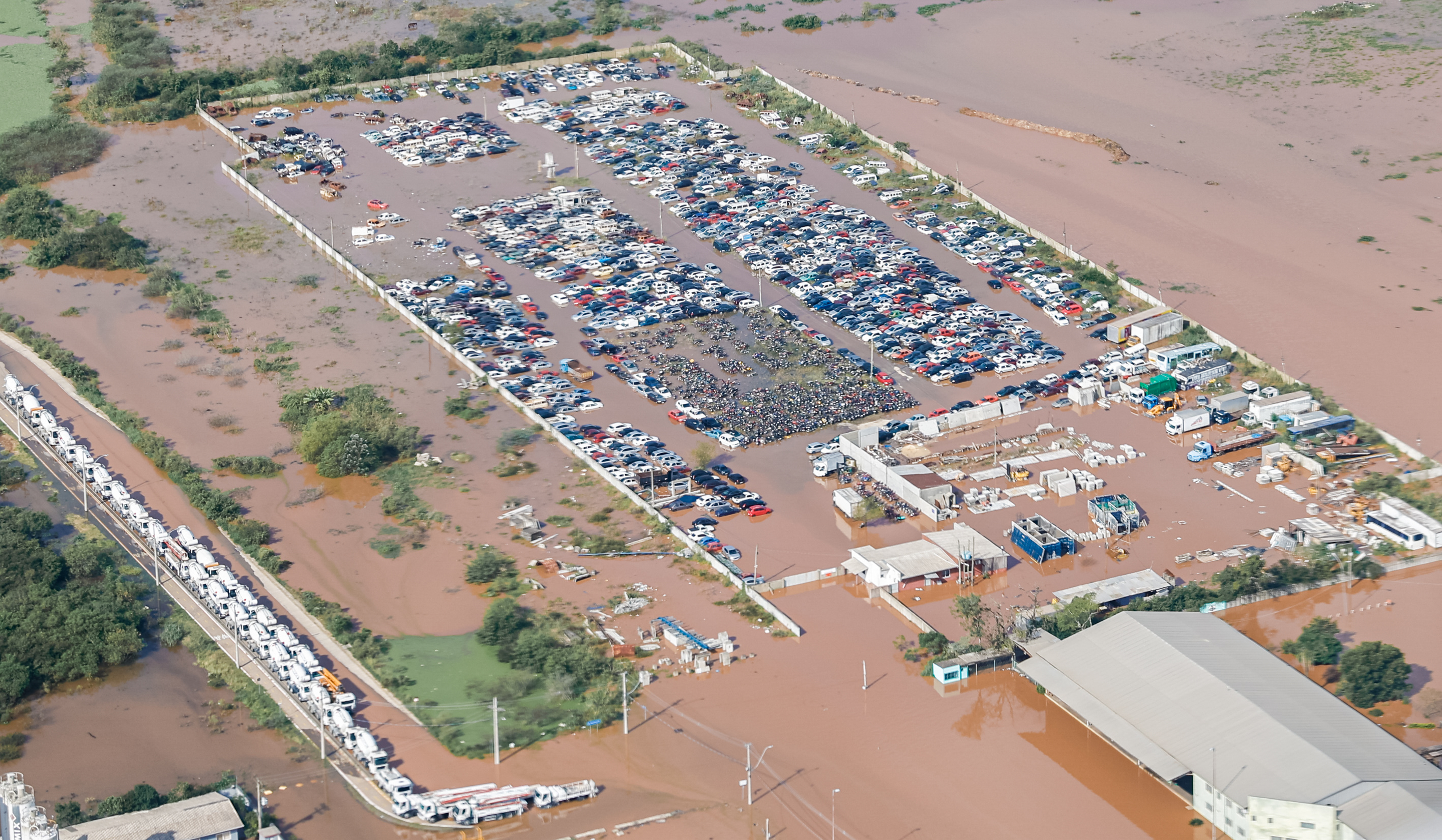
Áreas atingidas em Canoas

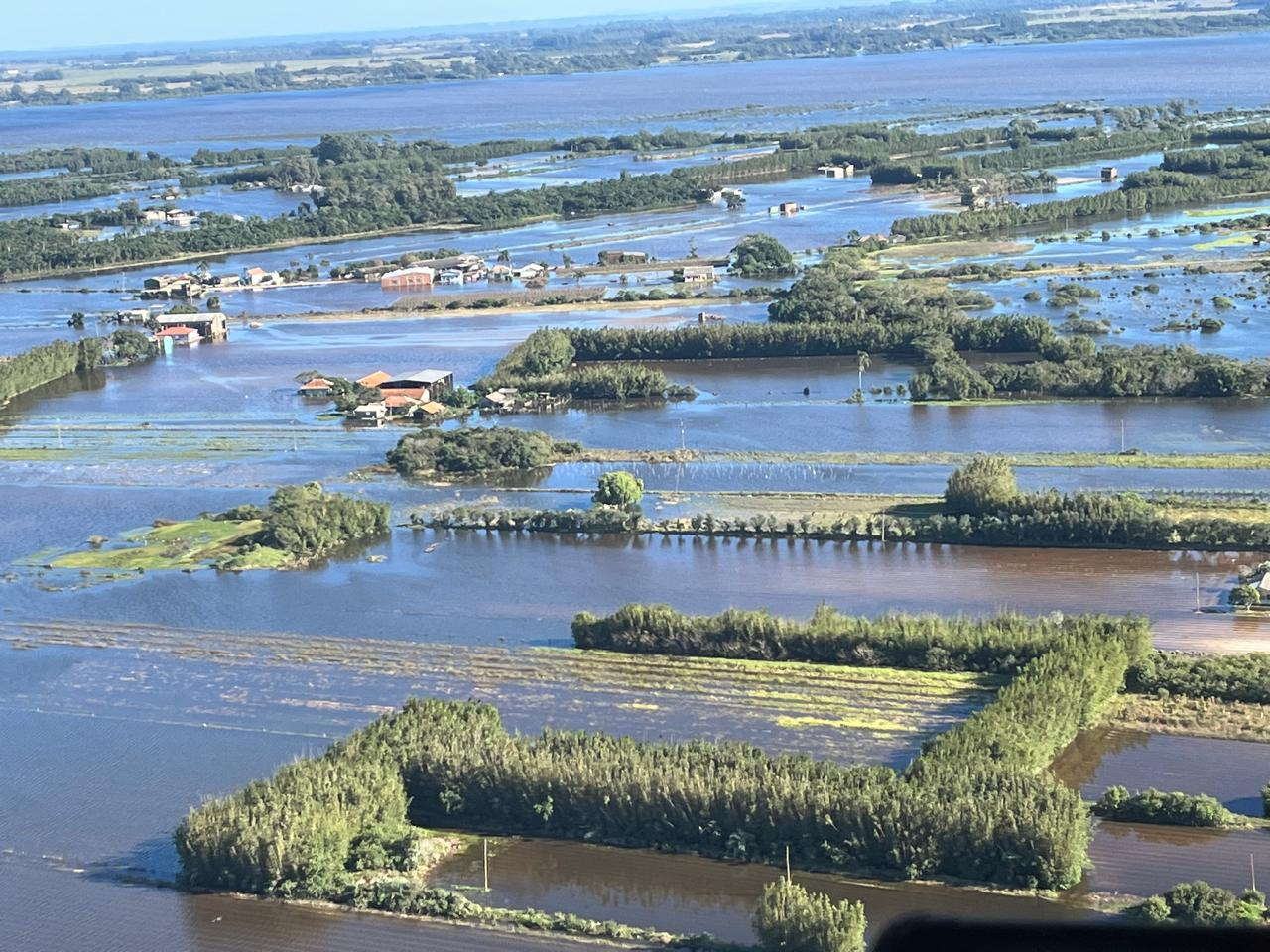
Fotografia aérea de áreas rurais alagadas pelas enchentes

A Confederação Nacional de Municípios (CNM) estimou os prejuízos causados pelas enchentes em mais de 10 bilhões de reais, mas até 17 de maio esse levantamento ainda era incompleto. Cerca de 78% dos municípios gaúchos foram afetados, resultando em danos principalmente no setor habitacional, com prejuízo de R$ 4,6 bilhões. Cerca de 100 mil residências foram danificadas ou destruídas. O restante dos prejuízos se divide entre o setor público (2,3 bilhões de reais) e o setor privado (3,1 bilhões de reais). No setor privado, a agricultura foi a mais atingida, com prejuízos de 2,3 bilhões de reais. Houve impacto significativo também na pecuária, indústria, comércio local e serviços diversos. Os danos no setor público envolvem principalmente infraestrutura, assistência médica, sistemas de transporte, educação e abastecimento de água. De acordo com previsões do Departamento de Pesquisas e Estudos Econômicos do Bradesco, PIB gaúcho pode vir a quase zero em 2024 e o impacto no PIB nacional pode ser de até 0,3 ponto percentual.
A Federação das Indústrias do Estado do Rio Grande do Sul (FIERGS) estima que os 336 municípios em calamidade pública representam 87,2% dos empregos industriais na região. Os locais mais afetados pelas cheias incluem os principais polos industriais, como o Vale dos Sinos, Região Metropolitana de Porto Alegre e Região da Serra, que empregam aproximadamente 402 mil pessoas e têm destaque na produção de calçados, veículos, autopeças, máquinas, derivados de petróleo, alimentos, produtos de metal e móveis. Os municípios em calamidade pública também representam parcelas significativas do Valor Adicionado Bruto (VAB), VAB industrial, estabelecimentos industriais, exportações da indústria de transformação e arrecadação de ICMS com atividades industriais.
As enchentes no Rio Grande do Sul afetaram as negociações de arroz, sendo o estado responsável por 70% da produção nacional desse grão. A consultoria Datagro estima perdas de 10% a 11% na produção de arroz, resultando em prejuízo de 68 milhões de reais para os agricultores. Além disso, o RS é um grande produtor de soja e milho, com previsão de perdas de 3% a 6% na safra de soja (prejuízo entre 125 milhões e 155 milhões de reais) e 2% a 4% na produção de milho (prejuízo de 7 milhões a 12 milhões de reais). O estado representa 14,8% da produção nacional de soja em 2024.
De acordo com dados da Confederação Nacional das Seguradoras (CNseg), a catástrofe no Rio Grande do Sul foi o maior sinistro do setor de seguros provocado por um único evento na história do Brasil, com mais de 1,6 bilhão de reais em pedidos feitos por segurados até 27 de maio.

### Educação

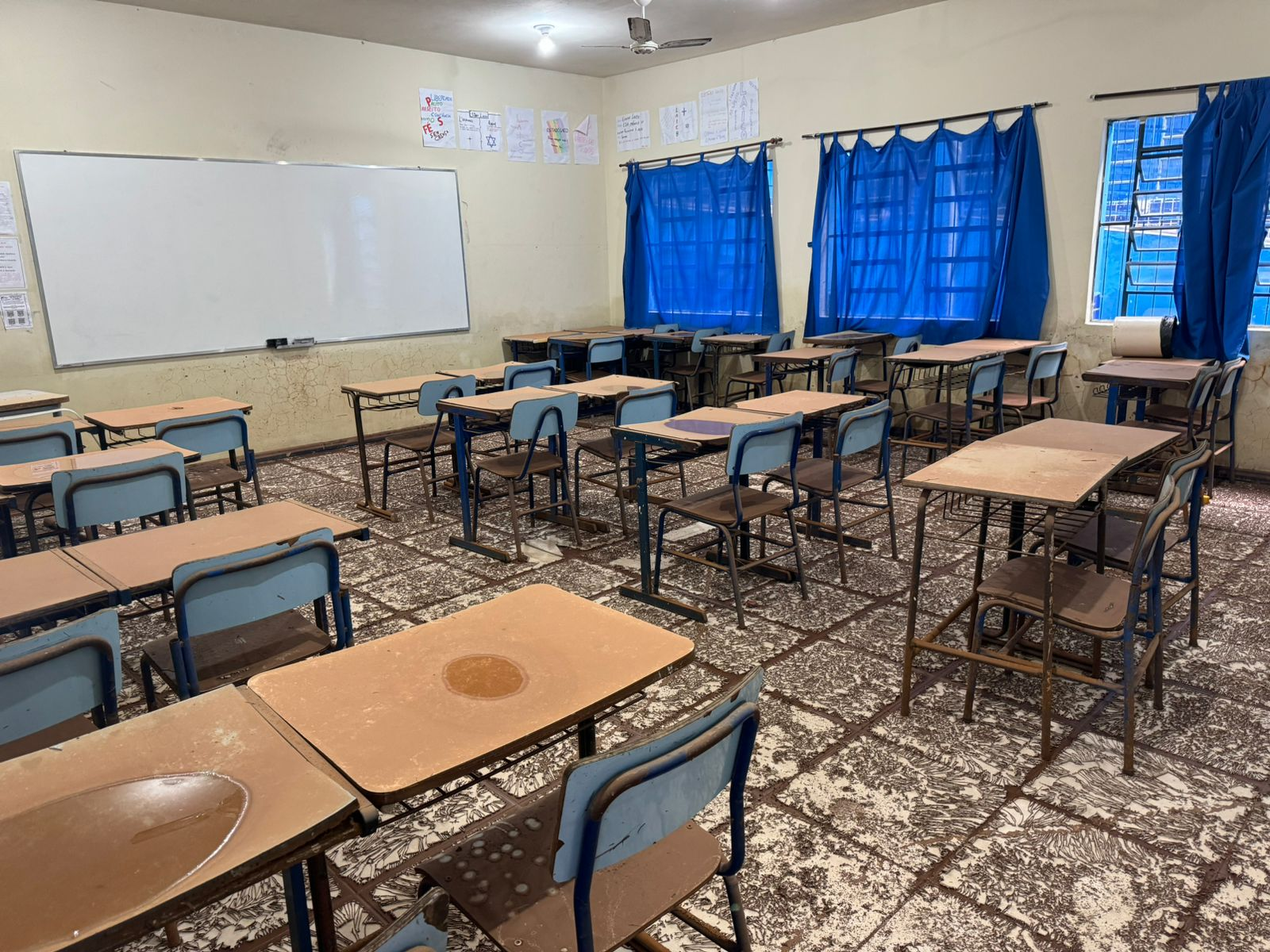
Escola destruída pelas enchentes no município de Guaíba

Devido à situação de insegurança, quase todos os municípios das regiões mais atingidas cancelaram as aulas, mesmo nas creches. Ainda, 145 escolas da rede estadual estavam com as aulas suspensas no dia 30. No dia 1 de maio 97 escolas reportavam danos em suas instalações. Até 9 de maio, 426 escolas estaduais haviam sido danificadas pela água das enchentes.
Após suspender o expediente de 6 a 10 de maio, a Universidade Federal do Rio Grande do Sul (UFRGS) suspendeu tanto o expediente técnico-administrativo quanto as atividades acadêmicas presenciais e não presenciais até 18 de maio, sem prejuízo do calendário escolar para o ano acadêmico de 2024. Posteriormente, estendeu a suspensão até 1° de junho. Em 29 de maio, a universidade publicou portarias que definem a retomada presencial, com ressavas, das atividades técnico-administrativas em 2 de junho e mantém a suspensão das atividades acadêmicas até 15 de junho.
A Universidade Luterana do Brasil (ULBRA) com sede em Canoas havia transferido para modalidade online diversos cursos na noite do dia 4 de maio. Após o campus tornar-se um dos abrigos temporários na cidade, as atividades foram suspensas durante os dias 6 e 11 de maio. Cerca de mil alunos se tornaram voluntários para ajudar as vítimas. No dia 4 de maio, a Universidade Federal de Pelotas (UFPel) suspendeu as atividades acadêmicas e administrativas nos dias 6 e 7 de maio. A universidade suspendeu suas atividades acadêmicas até o dia 11 de maio, enquanto as atividades administrativas passaram a ser realizadas de maneira remota. A Universidade Federal do Pampa, localizada em Bagé, suspendeu as aulas de graduação e pós-graduação presenciais e EaD até 11 de maio, devido a cheia do Rio Uruguai.
Por causa da situação de calamidade, o Ministério da Gestão e da Inovação em Serviços Públicos anunciou, no dia 3 de maio, o adiamento do Concurso Público Nacional Unificado em todo o país. As provas estavam marcadas para o dia 5 de maio de 2024. No dia 20 de maio, o Ministério da Educação anunciou que candidatos do Rio Grande do Sul terão isenção nas taxas e um aumento no prazo de incrição ao Exame Nacional do Ensino Médio (ENEM) de 2024.

### Criminalidade

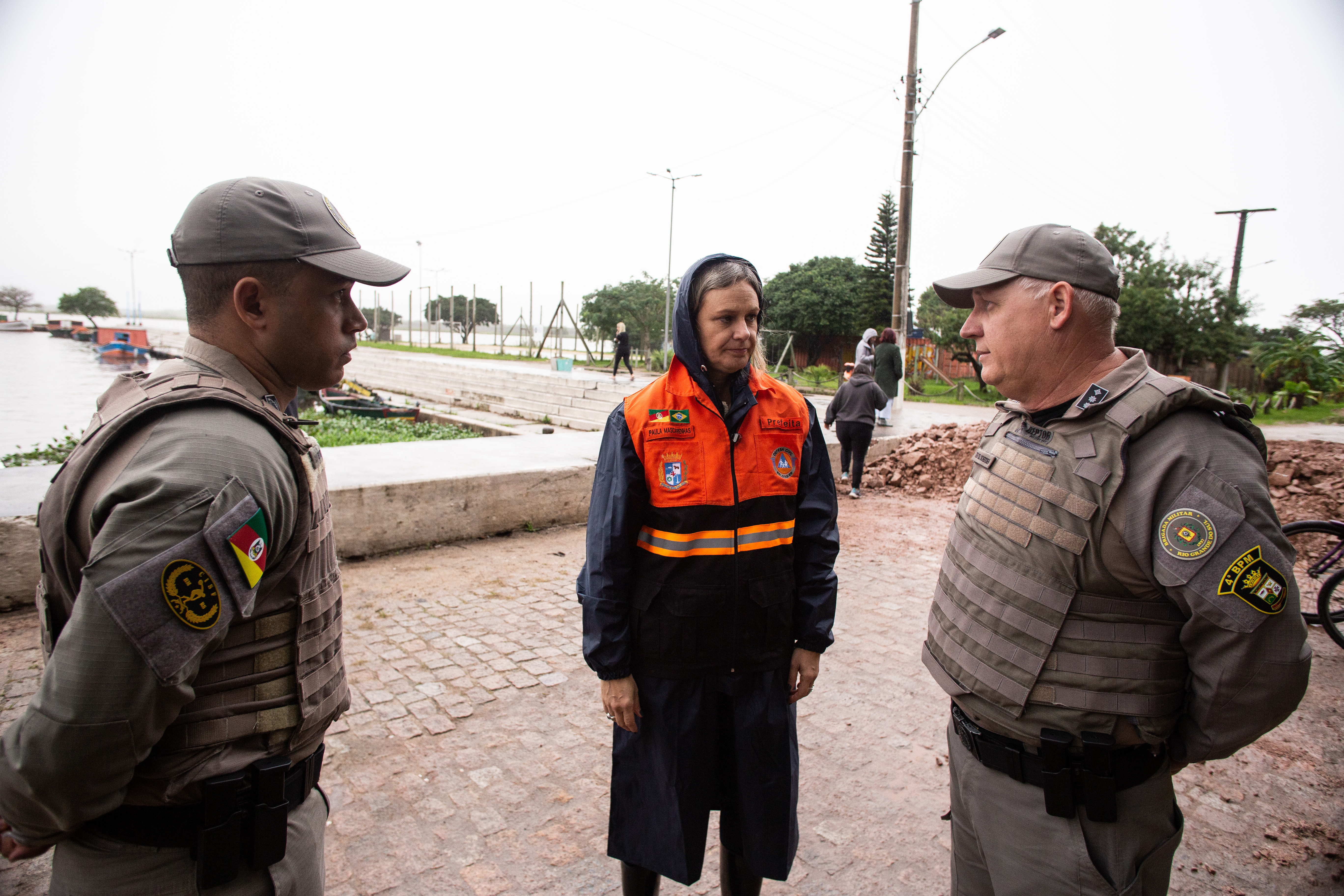
Paula Mascarenhas, prefeita de Pelotas, com policiais da Brigada Militar do Rio Grande do Sul

Até 8 de maio, 32 pessoas haviam sido presas por crimes como vandalismo, invasões e dano ao patrimônio. Há registros de saques a comércios, residências, incêndios em estações da Trensurb e roubo de barcos e outros equipamentos de socorristas. Além disso, cinco pessoas foram presas por quatro estupros cometidos em abrigos e que foram praticados por parentes das vítimas, que tinham menos de 18 anos idade. O governador Eduardo Leite solicitou ao Ministério da Justiça mais homens da Força Nacional, o que foi autorizado, e acionou governadores dos demais estados do Sul do Brasil para envio de efetivos policiais. Outra medida foi a contratação temporária de cerca de mil policiais da reserva para serem empregados também na segurança nas ruas, abrigos e outros locais.
O Aeroporto Internacional de Porto Alegre passou a ser protegido pelo Comando de Operações Táticas (COT) da Polícia Federal após ameaças de saques. Em 14 de maio, a Secretaria de Segurança Pública do Rio Grande do Sul divulgou um balanço das prisões em todo o estado desde o início das operações nas áreas inundadas, que registrou 95 pessoas presas, 27 delas por furto. Até o dia 19 de maio, as polícias do Rio Grande do Sul prenderam 130 pessoas por crimes em meio ao contexto das enchentes, sendo 48 por crimes patrimoniais, como roubos e furtos de pessoas afetadas pelos temporais, afirma a Secretaria da Segurança Pública (SSP); outras 49 pessoas foram detidas em abrigos; sendo que não há o detalhamento das demais prisões.
Desde maio, o Grupo de Atuação Especial de Combate ao Crime Organizado (GAECO), do Ministério Público do Estado do Rio Grande do Sul (MP-RS), investiga desvios de centenas de doações em esquemas para beneficiar ao menos seis pré-candidatos, contando com auxilio de alguns integrantes da Defesa Civil municipais, onde centenas de donativos seriam entregues em troca de votos, apreendidos em quatro cidades: Eldorado do Sul, Barra do Ribeiro, Cachoeirinha e Palmares do Sul. A investigação do Ministério Público apura os crimes de apropriação indébita, peculato e associação criminosa durante estado de calamidade pública.

## Resposta

### Estadual

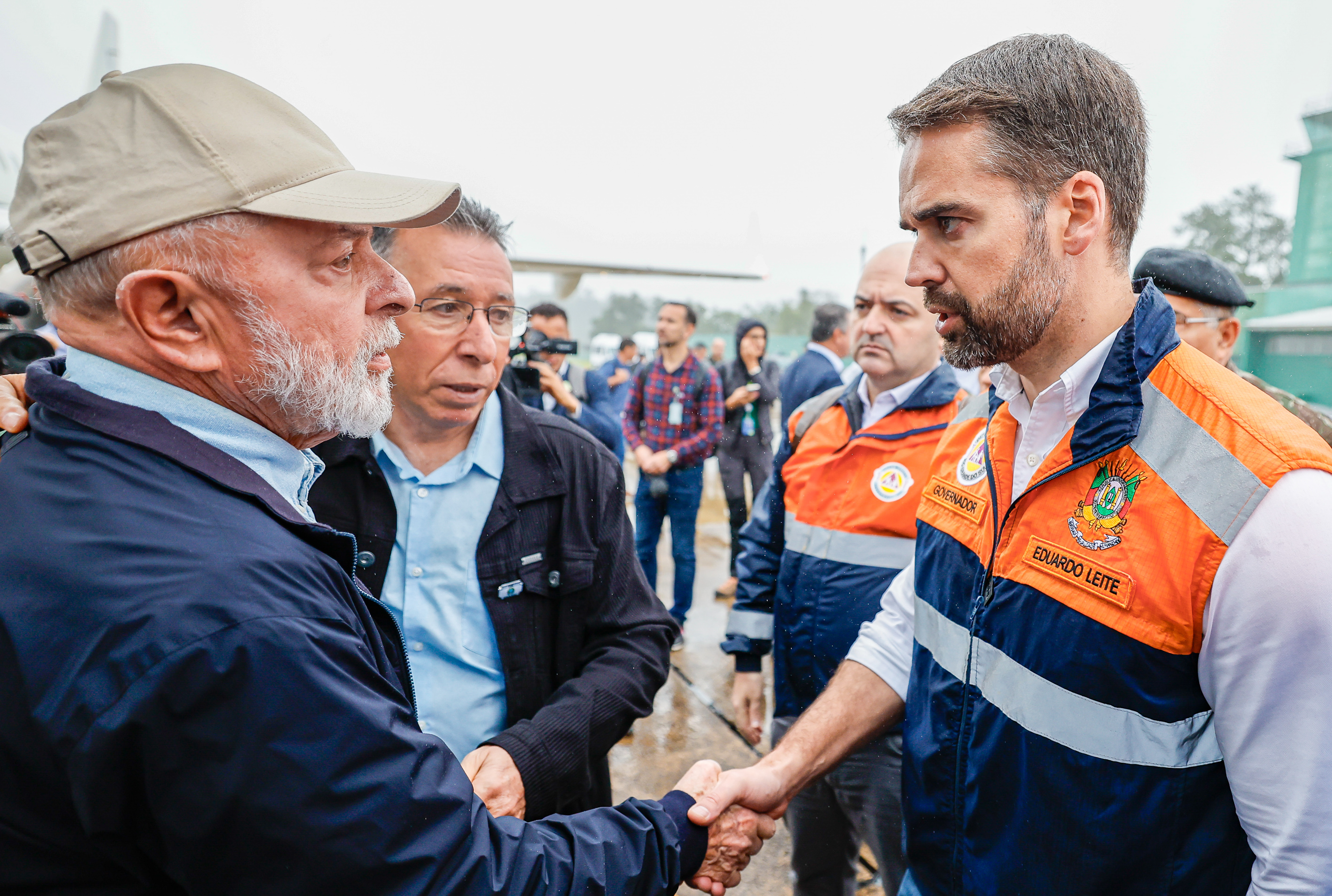
Presidente Luiz Inácio Lula da Silva e governador Eduardo Leite na Base Aérea de Santa Maria

Em 1.º de maio, o governo do estado do Rio Grande do Sul declarou estado de calamidade pública no território do Estado do Rio Grande do Sul classificando/codificando o desastre natural como subtipo chuvas intensas (Classificação e Codificação Brasileira de Desastres - COBRADE 1.3.2.1.4). Trata-se de uma classificação que está incluída dentro do grupo dos desastres meteorológicos (grupo 3), no subgrupo 2. Tempestades e tipo 1 - Tempestade local/Convectiva, cuja definição do desastre do subtipo chuvas intensas diz que: "São chuvas que ocorrem com acumulados significativos, causando múltiplos desastres (ex.: inundações, movimentos de massa, enxurradas, etc.).". Nos dias seguintes, os múltiplos desastres referidos na Classificação (COBRADE), utilizada no decreto de 1º de maio, ficaram evidentes e foram registrados no documento produzido pela equipe do MapBiomas que identificou os seguintes "Tipos de desastres observados na área atingida no Rio Grande do Sul: deslizamento, enxurrada, inundação e alagamento.
No final da tarde de 1.º de maio, após mais de 100 cidades terem sido atingidas, principalmente no Vale do Taquari e Vale do Caí, Eduardo Leite, governador do estado, escreveu na rede social X: "Sim, infelizmente será pior do que vimos em setembro do ano passado. Pelo que já choveu e pelo que ainda vai chover, nos Vales do Taquari, do Caí e dos Sinos, teremos cheias piores que as do ano passado. Não será na mesma velocidade, mas a cota de inundação será ainda pior." "O evento atual será o maior desastre climático que o nosso Estado já enfrentou. Infelizmente, será maior que o do ano passado. Estamos vivendo um momento muito crítico no Estado. Lamento profundamente as 10 mortes registradas até agora. Esse número tende a aumentar", enfatizou o governador.

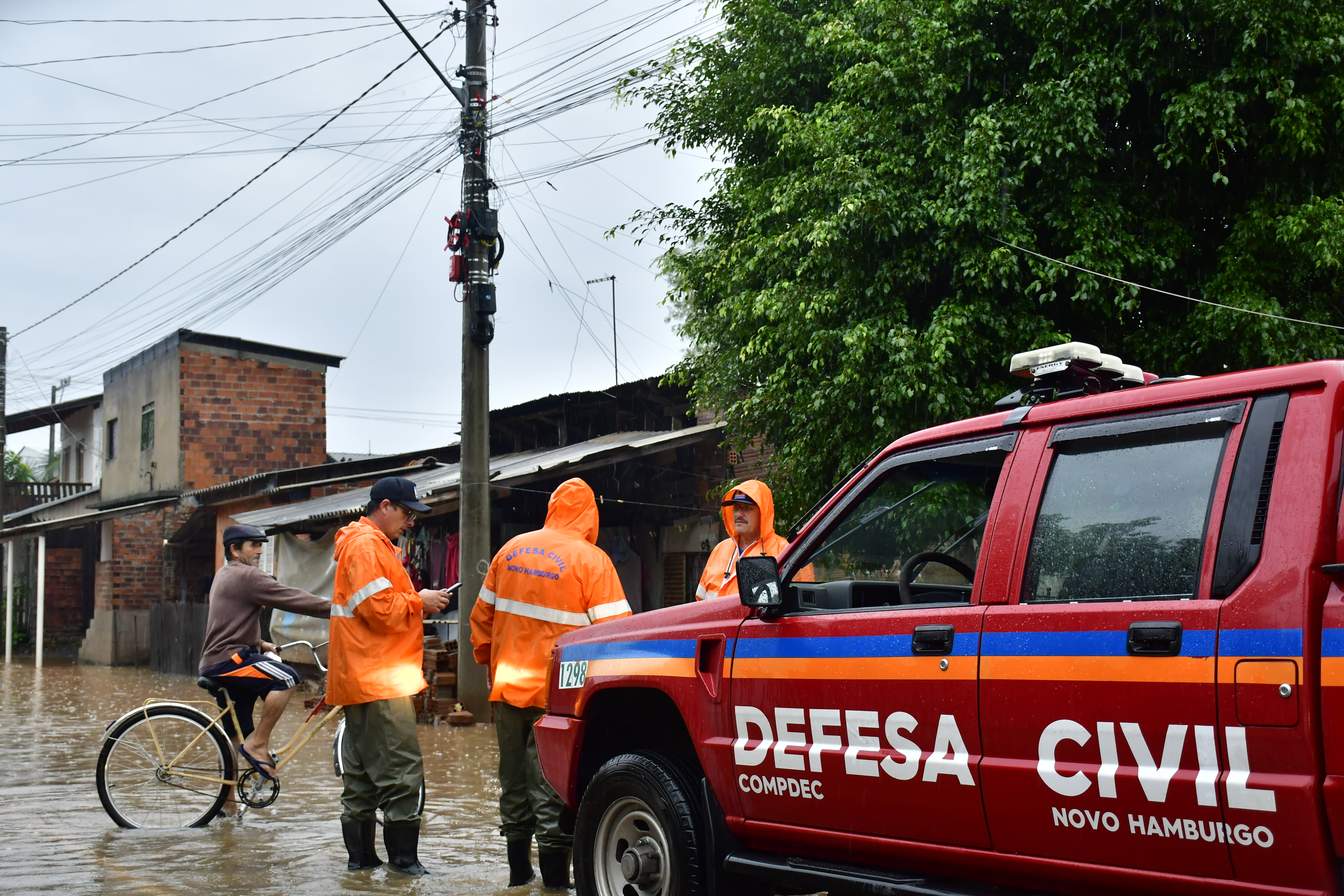
Agentes da Defesa Civil do município de Novo Hamburgo auxiliando as vítimas

Mais de dois mil integrantes da Brigada Militar e do Corpo de Bombeiros da Brigada Militar do Estado do Rio Grande do Sul participam das operações de resgate das vítimas. O governo gaúcho também emprega cerca de 840 viaturas, 64 embarcações e quatro aeronaves nas ações de ajuda à população atingida. O governo gaúcho ativou um canal de doações por PIX, contribuições em dinheiro que podem ser feitas por pessoas físicas e jurídicas. Foi criado um comitê gestor com entidades, associações de municípios e entidades sociais, privadas e assistenciais que decidirão a forma de aplicação dos recursos. Até 15 de maio, 101 milhões de reais haviam sido arrecadados pelo governo gaúcho por meio deste canal. Estes recursos serão distribuídos na forma de um auxílio emergencial de 2 mil reais para cerca de 45 mil famílias afetadas pelas chuvas. No dia 18 de maio, o governo estadual anunciou o repasse de 500 mil reais aos municípios que estão em situação de calamidade pública por causa das enchentes e sem necessidade de apresentação um plano de trabalho para ter o recurso liberado.
No dia 13 de maio, após passarem uma semana sem energia elétrica, moradores do bairro Cidade Baixa incendiaram um móvel na rua José do Patrocínio. Os protestantes também utilizaram cartazes nos quais pediam o retorno imediato da luz no bairro. A manifestação foi interrompida pela Brigada Militar, que liberou a rua e apagou a fogueira acendida pelos moradores. No dia 20 de maio, uma associação de empresários ocupou as avenidas Benjamin Constant e São Pedro, no 4º Distrito de Porto Alegre, reivindicando mais segurança; a limpeza das ruas; o retorno da eletricidade; e acesso a benefícios de crédito por parte do Governo Federal. Na ocasião, a prefeitura afirmou ter a limpeza da cidade como atividade prioritária.

### Nacional

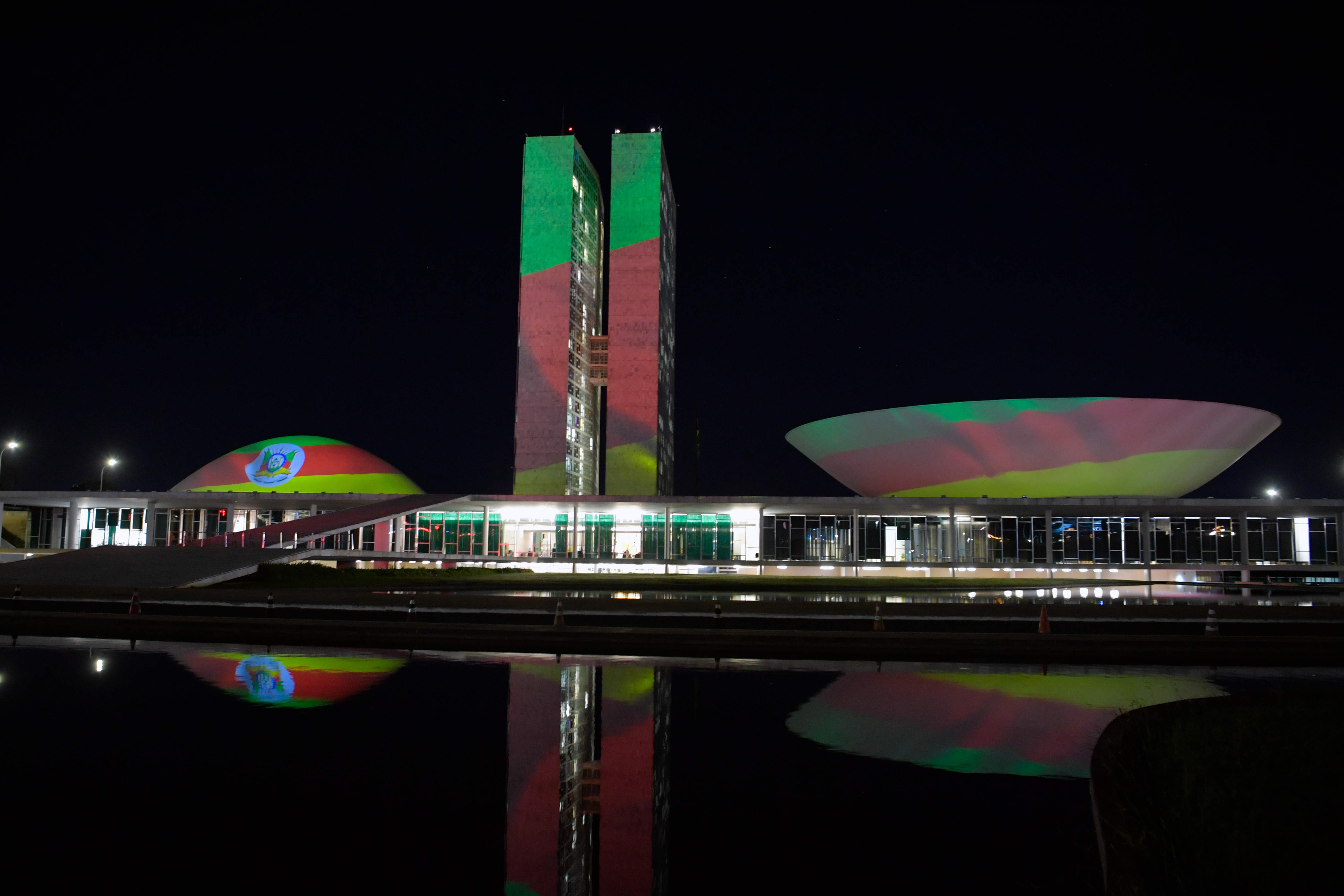
Palácio do Congresso Nacional em Brasília iluminado com uma projeção da bandeira do Rio Grande do Sul

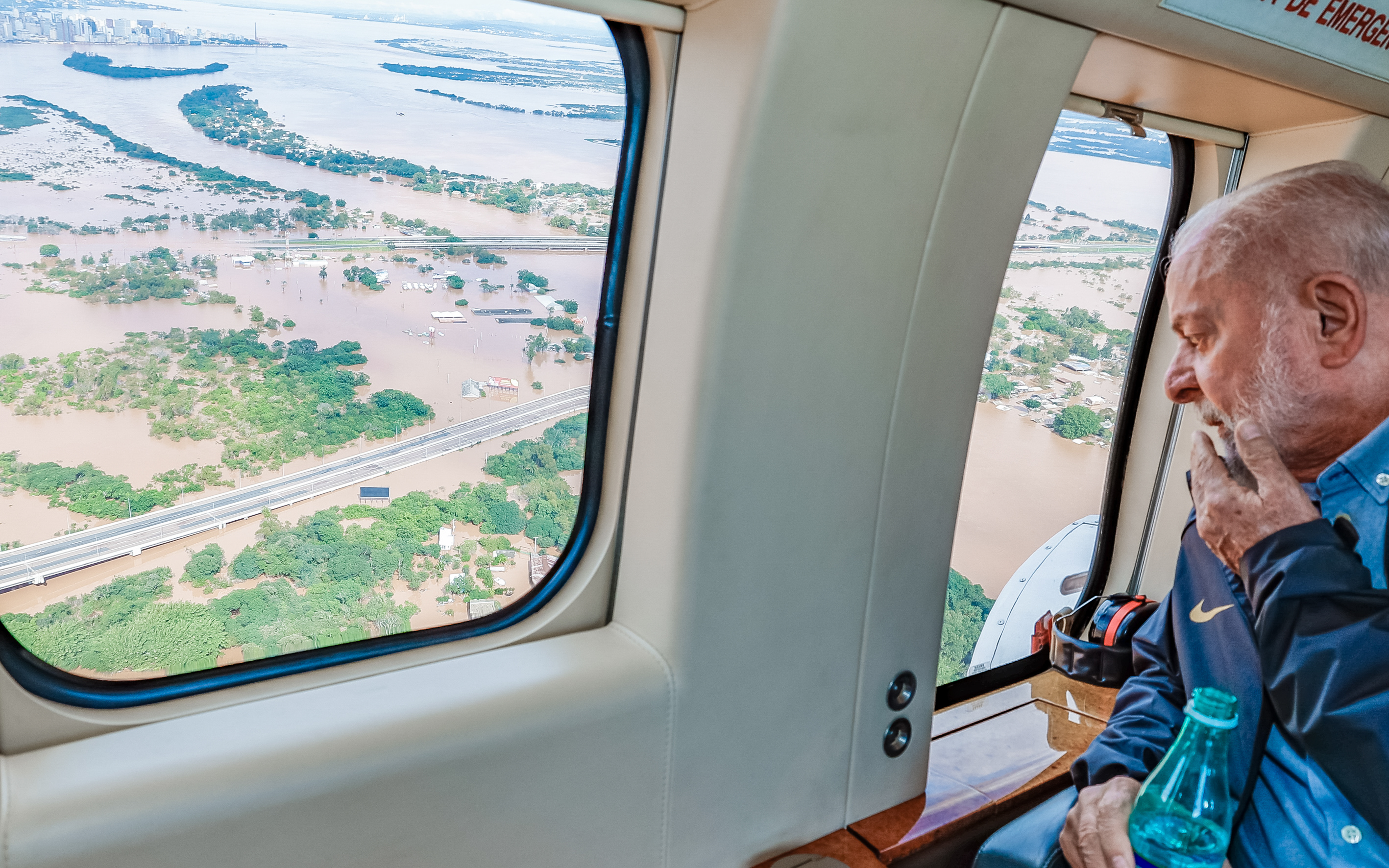
Presidente Luiz Inácio Lula da Silva durante sobrevoo em Canoas

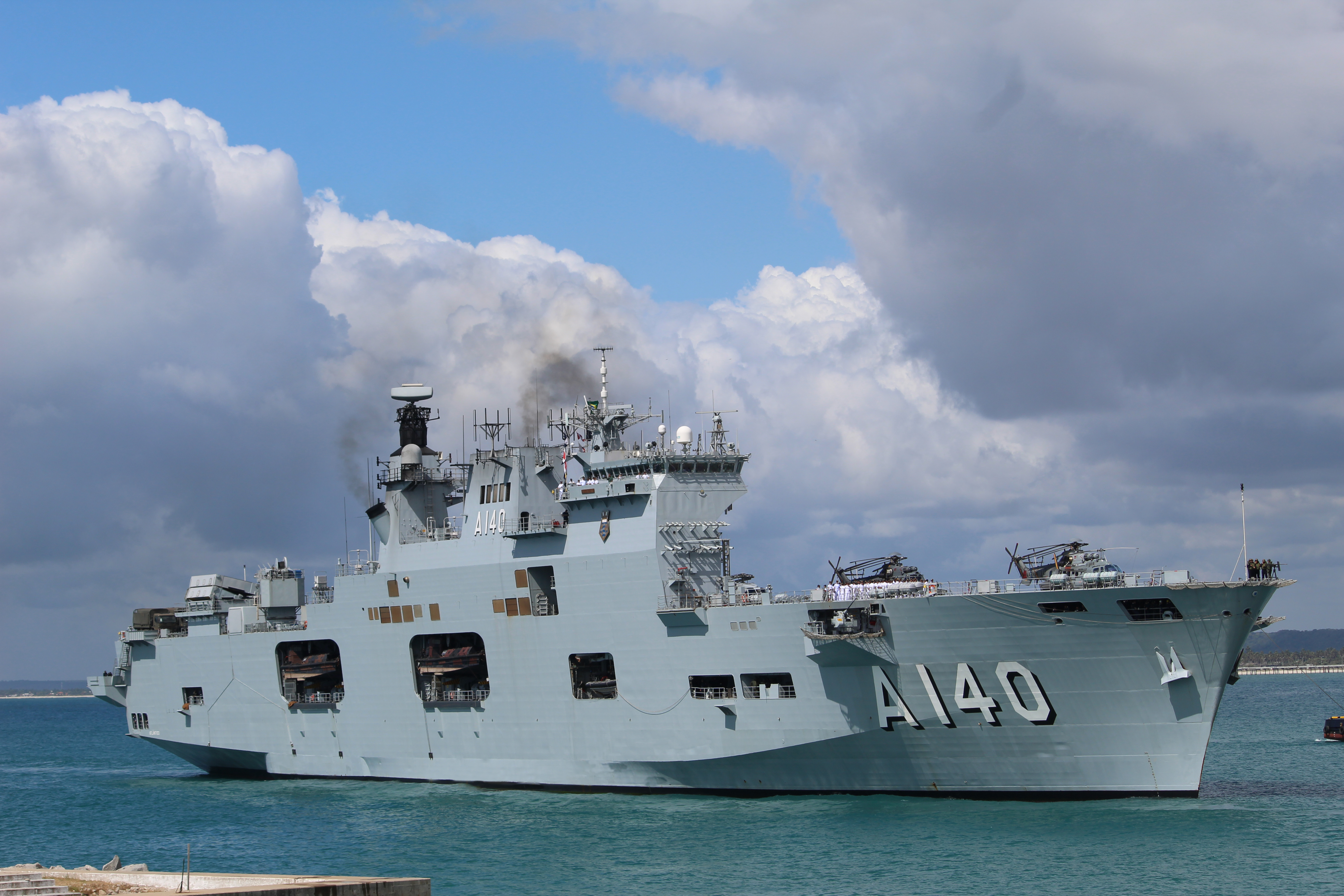
Porta-helicópteros NAM Atlântico (A-140) durante a Operação Abrigo Pelo Mar da Marinha do Brasil para ajudar nas operações de ajuda e salvamento

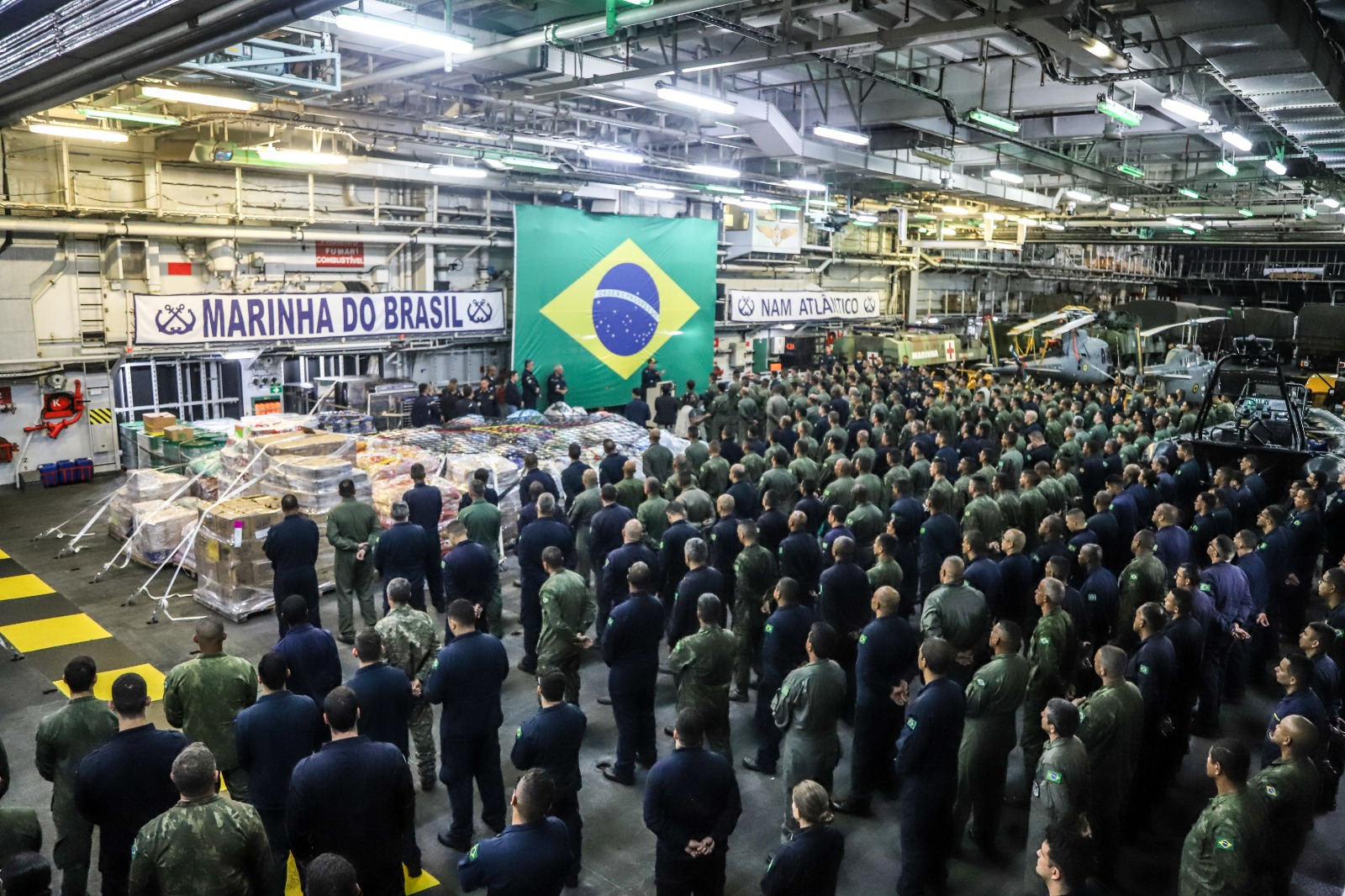
Militares da Marinha do Brasil a bordo do NAM Atlântico (A-140) com alimentos e equipamentos para dar apoio às vítimas

O presidente Luiz Inácio Lula da Silva viajou ao Rio Grande do Sul no dia 2 de maio ao lado de uma comitiva do governo federal que desembarcou na Base Aérea de Santa Maria. Lula se reuniu com o governador, o prefeito de Santa Maria e outras lideranças locais. O governo federal montou um escritório de monitoramento e apoio em Porto Alegre e anunciou a liberação de 600 milhões de reais em emendas parlamentares para o estado do Rio Grande do Sul, assim como 55 milhões de reais para contenção de encostas e 8,4 milhões de reais para compra de 52 mil cestas de alimentos. O Ministério da Justiça e Segurança Pública enviou 300 militares da Força Nacional de Segurança Pública para apoiar as vítimas das enchentes.
No dia 7 de maio, o governo federal anunciou a liberação de 2,9 bilhões de reais para as vítimas que vivem nos municípios que tiveram o estado de calamidade pública oficialmente reconhecido por meio do saque emergencial do Fundo de Garantia do Tempo de Serviço (FGTS), de duas parcelas extras do seguro-desemprego e do abono salarial. Para os empregadores, também foi concedida a suspensão de quatro meses no recolhimento do FGTS, mas depois deste período as empresas deverão fazer a quitação do débito.
No dia 9 de maio, o governo liberou mais 51 bilhões de reais em recursos, crédito subsidiado e benefícios para o estado do Rio Grande do Sul. A Caixa Econômica Federal anunciou outros 66,8 bilhões de reais em formas de financiamento e benefícios.
No dia 15 de maio, Lula, junto ao Ministério Público, instaurou a Secretaria Extraordinária da Presidência da República para Apoio à Reconstrução do Rio Grande do Sul através de uma medida provisória. Para assumir a pasta, o presidente escolheu o Ministro-chefe da Secretaria de Comunicação Social da Presidência da República Paulo Pimenta, o mesmo é gaúcho e já foi deputado federal e estadual pelo Rio Grande do Sul e vice-prefeito de Santa Maria. Dentre as atribuições do cargo, estão: a coordenação das ações da casa civil durante a crise, planejamento das ações a serem executadas pela administração pública federal direta e indireta, articulação com os Ministérios e com os demais órgãos e entidades da administração pública federal e outros.
Membros das Defesas Civis de Bahia, Espírito Santo, Goiás, Mato Grosso, Minas Gerais, Paraná, Rio de Janeiro, Santa Catarina e São Paulo apoiam o resgate das vítimas. O governo paulista também enviou dois helicópteros. Juntas, as unidades da federação encaminharam mais de 40 viaturas e cerca de 30 embarcações ao território gaúcho.
Inicialmente, até o dia 4 de maio, Exército, Marinha e Força Aérea mobilizaram mais de 1,1 mil militares para os resgates e 17 aeronaves, 84 embarcações e 385 viaturas das Forças Armadas do Brasil atuam no estado. Um hospital de campanha do Exército com 40 leitos também será montado no município de Lajeado. No dia 13 de maio, a mobilização de militares das Forças Armadas envolvidos diretamente na operação de resgate e segurança havia passado de 30 mil homens e mulheres. Além disso, a Marinha enviou o porta-helicópteros NAM Atlântico (A-140), o maior navio de guerra da América Latina, ao município de Rio Grande para ajudar no resgate às vítimas ilhadas e no transporte de suprimentos pelas vias alagadas. O navio levou oito embarcações de médio e pequeno porte e duas estações móveis para tratamento de água.
No dia 15 de maio, o governo federal anunciou a criação de um auxílio em parcela única via PIX no valor de 5,1 mil reais para cerca de 200 mil famílias de baixa renda que ficaram desabrigadas por conta das enchentes, além da inclusão de famílias em estado de vulnerabilidade na folha de pagamento do Bolsa Família. As famílias que perderam suas casas nas enchentes e se encaixam nas faixas 1 e 2 do programa habitacional Minha Casa, Minha Vida também terão novos imóveis 100% garantidos pelo governo federal.
Para ajudar na reconstrução do estado, o governo federal também enviou um projeto de lei complementar para suspender, por três anos, o pagamento da dívida do Rio Grande do Sul com a União, o que libera cerca de 23 bilhões de reais aos caixas do governo gaúcho nesse período: 11 bilhões de reais das 36 parcelas que não serão pagas no período estipulado e outros 12 bilhões de reais referentes aos juros da dívida, que não serão mais cobrados mesmo após o período de 3 anos. A proposta foi aprovada pela Câmara dos Deputados em 14 de maio e pelo Senado no dia seguinte.
O ministro Luís Roberto Barroso, presidente do Supremo Tribunal Federal (STF), anunciou o envio de 123 milhões de reais do Poder Judiciário do Brasil para as obras de recuperação do estado, valor proveniente de prestações pecuniárias, que são multas e indenizações pagas ao longo dos processos e que ficam à disposição da Justiça, além do envio de policiais judiciários para reforçar a segurança.
Até 26 de maio, a Força Nacional do Sistema Único de Saúde (FN-SUS) realizou 5.966 atendimentos em hospitais de campanha (HCamp) nos municípios de Canoas, Porto Alegre e São Leopoldo, e fez 60 remoções aéreas. Ao todo, há 12 estruturas do tipo no estado.

#### Sociedade civil

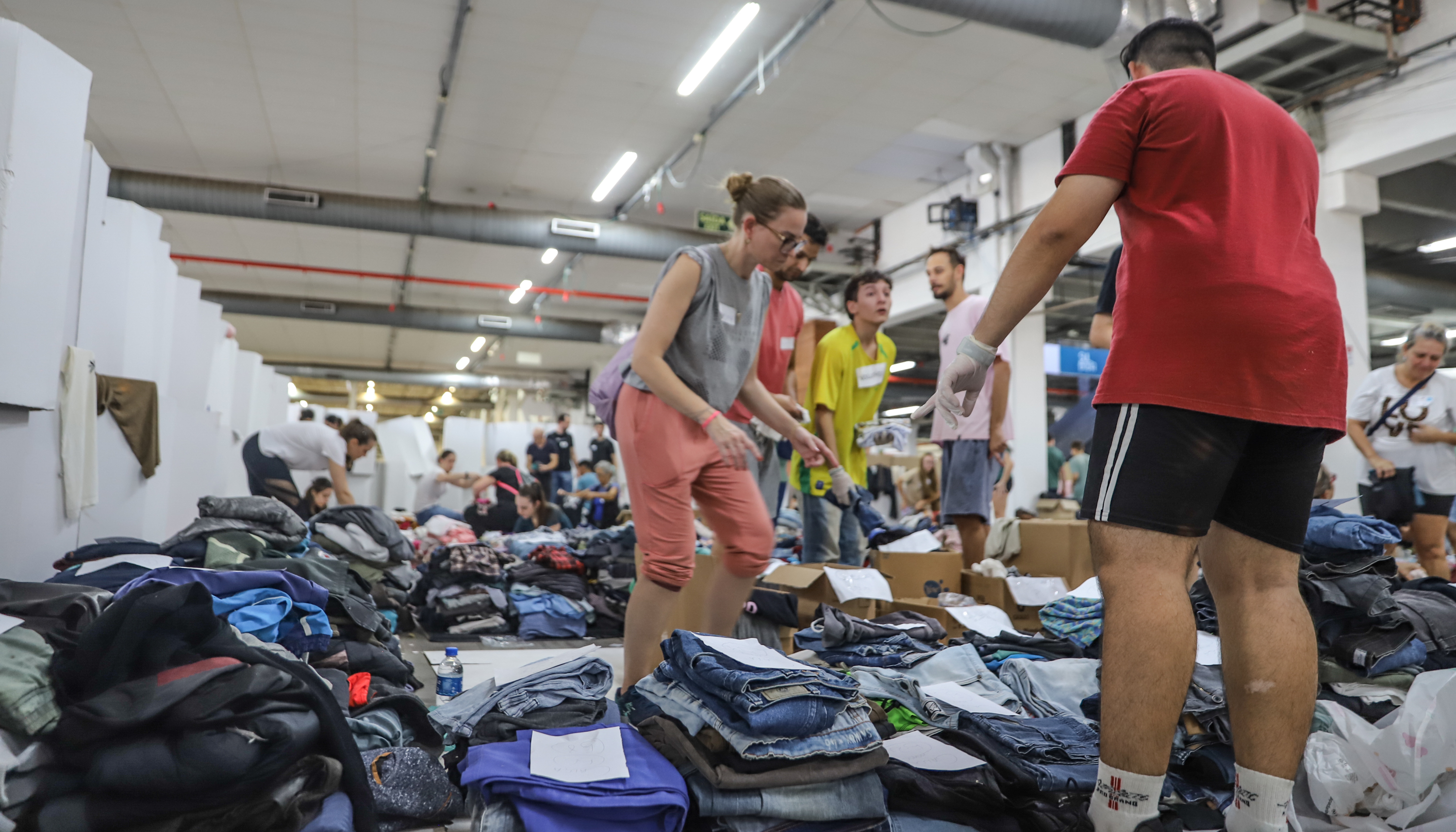
Voluntários organizando doações de roupa.

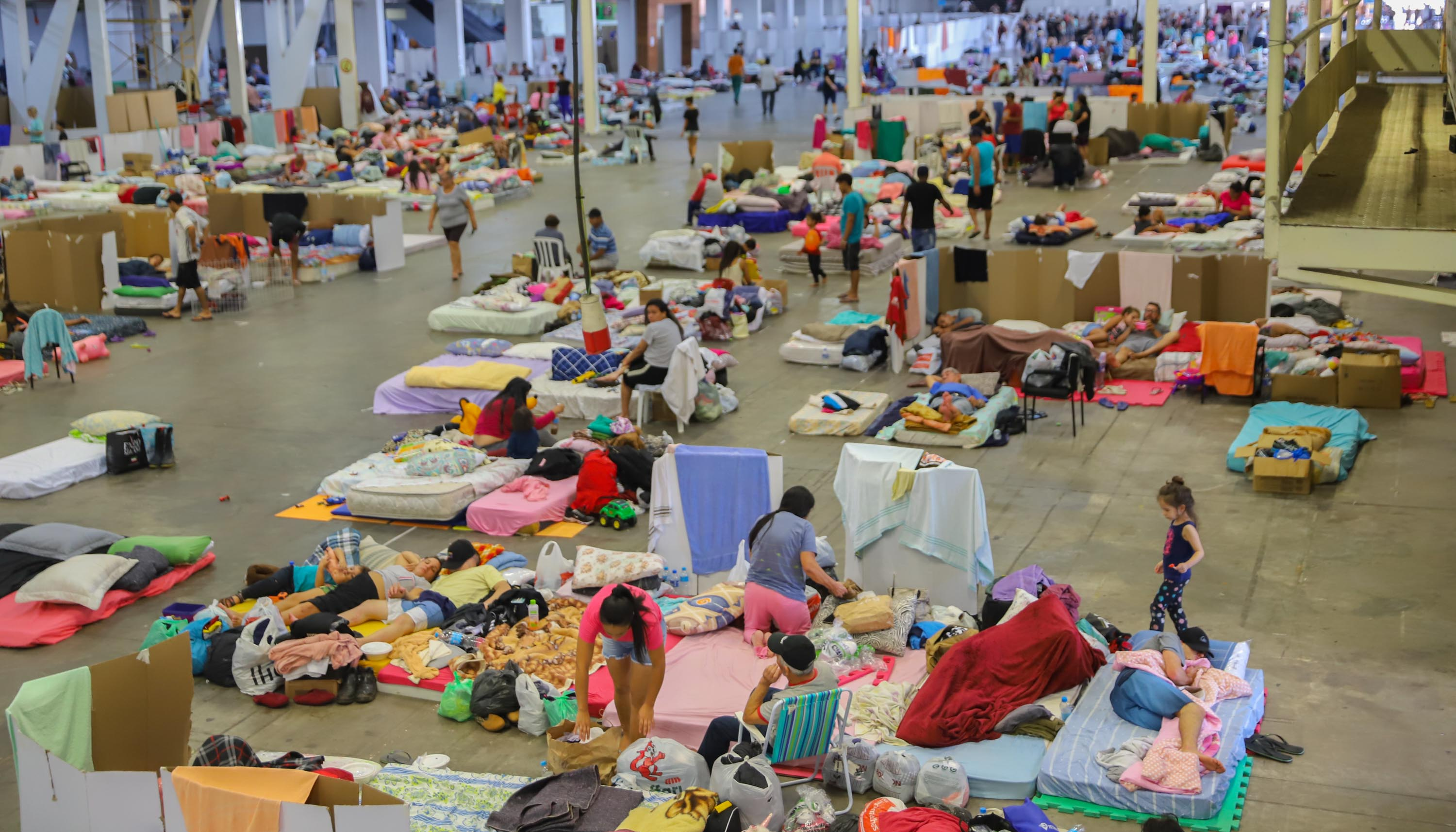
Desabrigados recolhidos no Centro de Eventos e Negócios de Novo Hamburgo

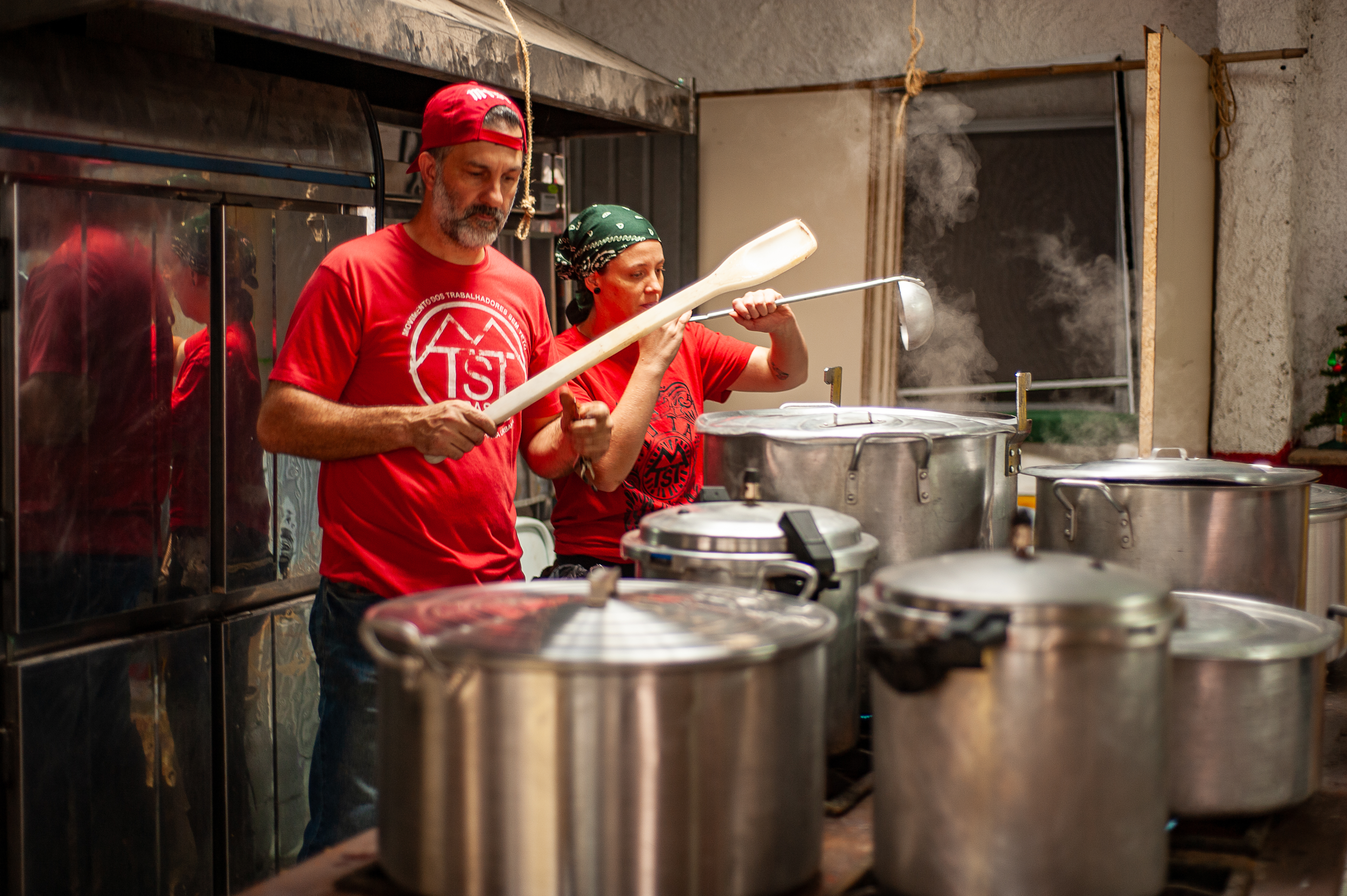
Produção de marmitas por voluntários do MTST na Cozinha Solidária da Azenha, em Porto Alegre.

Desde o início das fortes chuvas, em 27 de abril de 2024, voluntários civis mobilizaram-se no resgate de famílias ilhadas, e no atendimento de famílias resgatadas em ginásios, escolas e igrejas. Utilizando-se de veículos todo-o-terreno, caminhonetes, barcos, motos aquáticas, e até pranchas de surfe e stand up paddle na busca e resgate dos atingidos. Moradores de cidades menos atingidas também se organizaram para dar apoio a procura e atendimento de famílias desabrigadas, como foi o caso de moradores do município de Portão, na Grande Porto Alegre, que formaram uma rede de cerca de 100 voluntários para atuar nas cidades vizinhas de São Leopoldo, São Sebastião do Caí e Montenegro. Alguns voluntários também passaram a utilizar a própria casa como abrigo para as pessoas atingidas, ou ainda, como cozinha para produção de marmitas e refeições atendendo as demandas dos desabrigados. Diante do contingente insuficiente do Corpo de Bombeiros, Defesa Civil, e Forças Armadas para o atendimento nos atingidos pela tragédia, algumas pessoas chegaram a esperar três dias para o resgate. Em 5 de maio de 2024, o prefeito de Canoas, Jairo Jorge, pediu aos donos de embarcações que auxiliassem nas buscas voluntariamente.
Os voluntários também se concentraram no resgate e acolhimento de animais domésticos, em alguns galpões foram montados abrigos para o recebimento de cães e gatos. Em Canoas, um centro improvisado já havia recebido 600 cães, até o dia 7 de maio de 2024. Recebeu destaque ainda o auxílio prestado por produtores de arroz na drenagem das águas da região metropolitana, através do uso de bombas cedidas e operadas pelos mesmos.
Como medida para agilizar o resgate, um grupo de professores da UniRitter criou, de forma voluntária e independente, a plataforma Salva RS, que atende a pedidos de socorro, transformando-os em pontos geolocalizados com rotas até o local. Até 9 de maio de 2024, a plataforma auxiliou em mais de 12 mil resgates. Outras iniciativas independentes incluem o Projeto Salva, que atua no suporte das vítimas da enchente e no resgate animal, além do Instituto Cultural Floresta, que adquiriu R$8 milhões em antenas de internet via satélite da Starlink para restabelecer a comunicação em locais isolados, além de atuar em resgates e distribuição de donativos.
Vários voluntários também vieram de outros estados próximos para auxiliar nas buscas. Um grupo de surfistas com Pedro Scooby, Lucas Chumbo e outros atletas dirigiram-se do Rio de Janeiro a Porto Alegre com motos-aquáticas para atuar nas cidades atingidas também enviaram filtros de água. Alguns jogadores de futebol, como Diego Costa, Neymar, Sergio Rochet entre outros também fizeram doações de cestas básicas, kits de limpeza e motos aquáticas. Até 5 de maio, cerca de 20 helicópteros particulares foram empregados voluntariamente no salvamento de pessoas atingidas pelas enchentes, segundo a Associação Brasileira de Pilotos de Helicóptero. Até o dia 10 de maio, aeronaves privadas partindo de São Paulo foram responsáveis 2,5 toneladas de donativos. A operação “Asas Voluntárias” formada por pilotos e empresários de Santa Catarina, reuniu mais de 30 aeronaves particulares empenhadas no transporte de doações. As ex-BBB e médicas Amanda Meirelles, Marcela Mc Gowan e Thelma Assis estão no RS desde o dia 7 de maio, ajudando as vítimas das enchentes do estado, junto com o também ex-BBB e enfermeiro Cezar Black, estão auxiliando na cidade de Canoas. Davi Brito, ex-BBB, também foi à capital gaúcha, para oferecer ajuda e participar de resgates. A ativista da causa animal Luisa Mell também foi ao local das tragédias, com o objetivo de ajudar animais que ficaram presos e ilhados.
Um grupo de voluntários alegou que foi forçado a recuperar milhares de armas de fogo no Aeroporto Internacional Salgado Filho de Porto Alegre por um representante do fabricante de armas Taurus Armas, dizendo que o representante os induziu ao erro de iniciar o que inicialmente lhes foi dito serem operações de resgate de pessoas retidas no aeroporto, que então ameaçou detê-los se se recusassem a prosseguir por motivos de segurança.

#### Doações

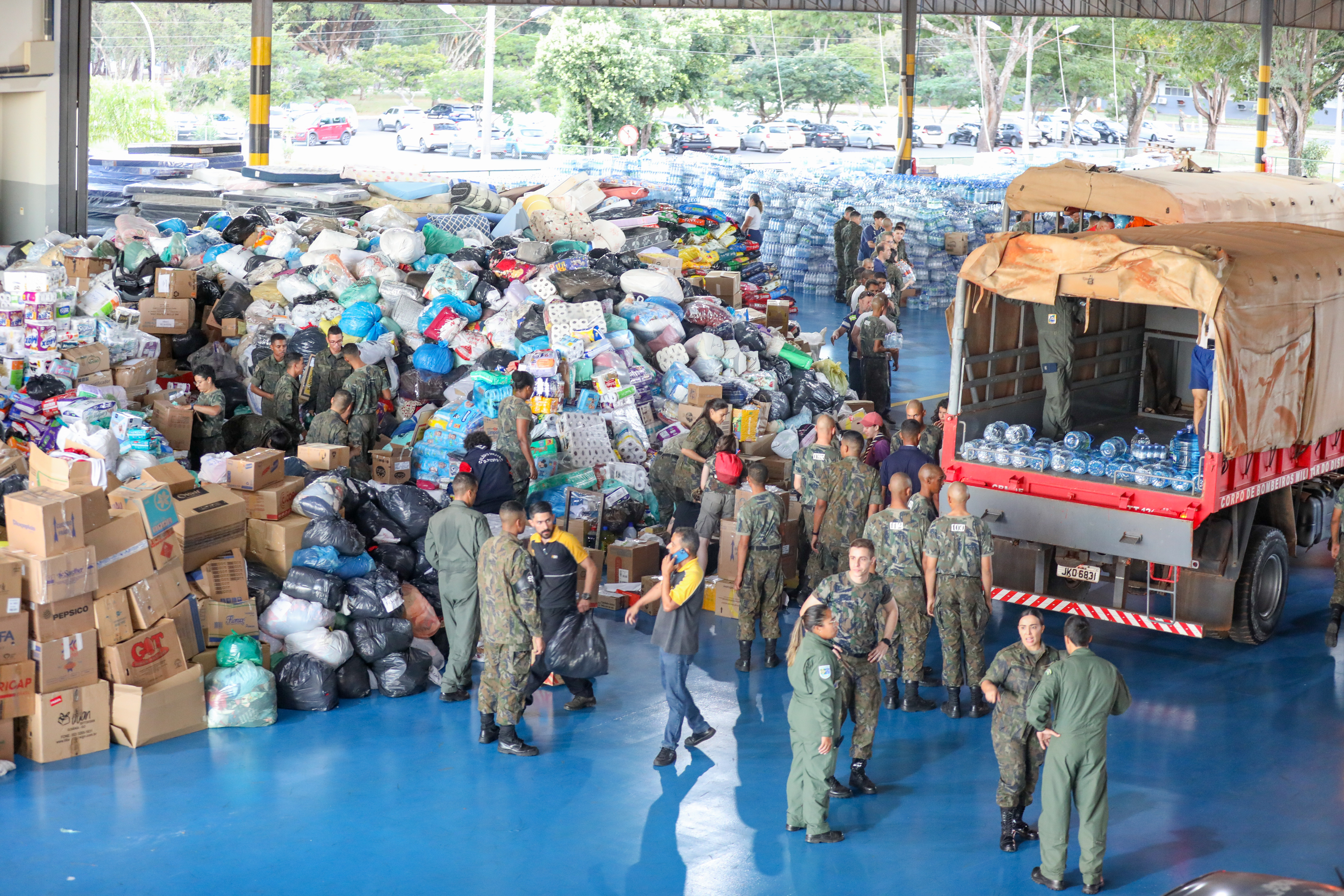
Doações de alimentos e água recolhidas em Brasília sendo encaminhadas para as vítimas das chuvas

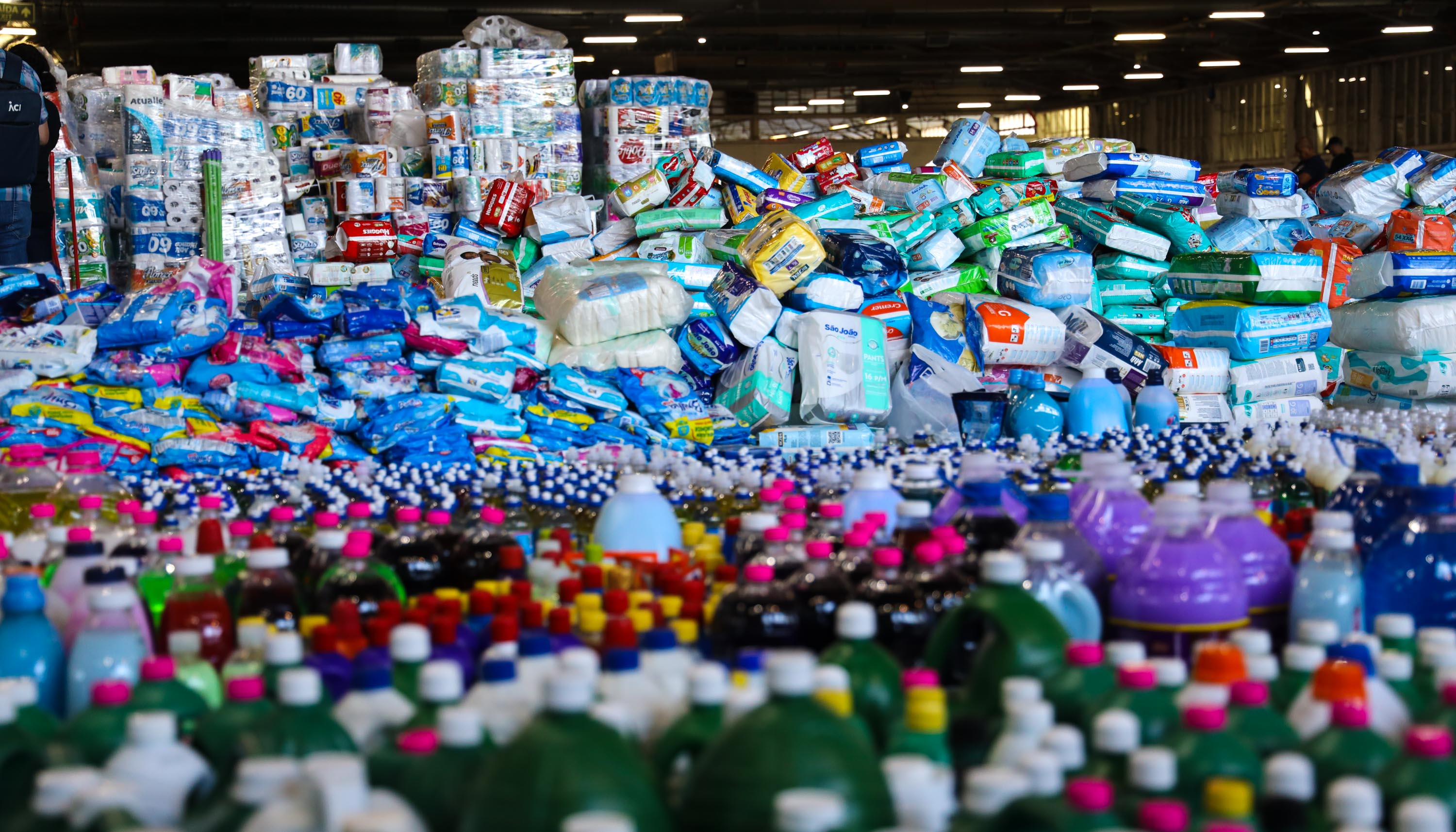
Doações recebidas em Novo Hamburgo

Toda a rede de agências da Empresa Brasileira de Correios e Telégrafos dos estados de São Paulo, Paraná e Região Nordeste, além de parte das unidades do próprios Rio Grande do Sul, passaram a coletar e transportar gratuitamente os donativos às vítimas sem custo aos doadores, como itens da cesta básica, higiene pessoal e vestuário. Os Correios também doaram mercadorias esquecidas, como itens de vestuário e utensílios domésticos que passaram por tentativas de entrega, não foram procurados pelos destinatários nem pelos remetentes e já ultrapassaram o prazo de 90 dias para reclamação previsto no Código de Defesa do Consumidor.
Os Correios e a Receita Federal também firmaram uma parceria para fazer com que mais de 50 toneladas de roupas e calçados apreendidos chegassem às vítimas das chuvas no Rio Grande do Sul. As mercadorias, apreendidas pelo órgão, foram enviadas gratuitamente de São Paulo para Porto Alegre e, após passarem por triagem, foram entregues nos locais que a defesa civil indicou. Além das mercadorias que foram transportadas com o apoio dos Correios, a Receita também providenciou o transporte de mais 30 toneladas de cobertores, agasalhos e artigos de vestuário provenientes do depósito de Foz do Iguaçu.
Vários artistas e celebridades nacionais como Anitta, Gisele Bündchen, Whindersson Nunes e Felipe Neto fizeram arrecadações, doações e campanhas para vítimas das enchentes. O humorista Eduardo Gustavo Christ, conhecido como Badin, o Colono, juntamente com o programa Pretinho Básico, da Rede Atlântida, e o site de financiamento coletivo Vakinha, arrecadaram mais de 60 milhões de reais através de doações via PIX. A Federação Israelita do Rio Grande do Sul realizou, também em parceria com a Vakinha, uma grande campanha de arrecadação de donativos. Zeca Pagodinho reuniu, em sua casa, grandes cantores brasileiros como Alcione, Jorge Ben Jor, Diogo Nogueira, Gilberto Gil, Hamilton de Holanda, Jorge Aragão, Pretinho da Serrinha, Teresa Cristina e Xande de Pilares, realizando uma live com transmissão do canal do artista e também da CazéTV, onde todo o lucro adquirido foi direcionado às ações de apoio para as pessoas afetadas pela crise climática no Rio Grande do Sul.
Em 9 de maio de 2024, foi anunciada uma ajuda humanitária com cerca de 2,5 mil toneladas de alimentos, 48 mil litros de água potável, 5 mil kits de higiene e limpeza, 400 filtros de água e cerca de 5 mil itens de roupa de cama transportados por três aviões da companhia aérea Azul em parceria com o projeto Mãos Que Ajudam, da A Igreja de Jesus Cristo dos Santos dos Últimos Dias.
Nos dias 7 e 9 de agosto de 2024 aconteceu o Festival Salve o Sul, no Allianz Parque, liderado por Amigos, Pedro Sampaio e Luísa Sonza, com todo o valor arrecadado com os ingressos destinado para ajudar as vítimas das enchentes no Rio Grande do Sul. O festival contou com as presenças de diversos artistas nacionais, entre eles Juliette, Lexa, Ludmilla, Menos é Mais, MC Daniel, Pocah, Turma do Pagode, Thedy Correa, Xamã, Xand Avião, Armandinho, Neto Fagundes e Vitor Kley, como também da música nativista gaúcha como Cristiano Quevedo, João Luiz Côrrea, Thomas Machado, Elton Saldanha, César Oliveira & Rogério Melo, Os Monarcas, Guri de Uruguaiana e do CTG Rancho da Saudade. Foi arrecadado cerca de 8 milhões apenas no primeiro dia.

### Internacional
O governo do Uruguai enviou um helicóptero Bell 212 da Força Aérea Uruguaia com tripulação para ajudar nas ações de resgate e distribuição de suprimentos. As autoridades uruguaias também se ofereceram para enviar um avião KC-130H (com tripulação), dois drones (com operadores) e lanchas de resgate (com tripulação). Todavia, o Comando Militar Conjunto negou o envio do avião devido a restrições de pistas disponíveis para pouso em Porto Alegre, segundo nota do Ministério da Defesa, e as lanchas aguardam autorização da Agência Brasileira de Cooperação, órgão vinculado ao Ministério das Relações Exteriores, de acordo com José Henrique Medeiros Pires, secretário-executivo do governo do Rio Grande do Sul. O governo da Argentina anunciou que enviaria 20 brigadas com cães farejadores, um avião e três helicópteros para auxiliar nas buscas e transportar cargas, caixas purificadoras de água e unidades de engenharia com veículos náuticos. Em 10 de maio, o conselheiro de Segurança Nacional da Casa Branca dos Estados Unidos, John Kirby, anunciou uma doação de 120 mil dólares e o presidente Joe Biden disse que "os Estados Unidos estão ao lado do Brasil neste momento difícil". Os governos de Alemanha, Chile, Emirados Árabes Unidos, Itália, Israel, Japão, Paraguai, Portugal, Reino Unido, Venezuela, entre outros, também ofereceram ajuda e manifestaram solidariedade.
O governo do Timor-Leste realizou uma doação de US$ 4 milhões (R$ 20,6 milhões) em ajuda humanitária ao Governo do Brasil.
Artistas internacionais, como Beyoncé, Louis Tomlinson, Vincent Martella e a banda Guns N' Roses, também pediram ajuda financeira para o Rio Grande do Sul. A banda Metallica anunciou uma doação de 100 mil dólares, através da Fundação All Within My Hands, criada pela própria banda. Um boato de que Madonna teria doado 10 milhões de reais foi bastante divulgado, mas a informação foi negada pelo governo gaúcho. Em 9 de maio de 2024, a Starlink, através do proprietário Elon Musk, anunciou no  X  que pretende doar mil terminais de emergência e aparelhos de internet via satélite para o RS sem custos, e com uso gratuito de todos os terminais até que a região se recupere. O CEO da Apple, Tim Cook, publicou em sua conta pessoal no X (antigo Twitter) uma mensagem de apoio em que diz que a "Apple fará doações para os esforços de socorro no local".
No dia 5 de maio, após proferir o Angelus na Praça de São Pedro, no Vaticano, o Papa Francisco expressou sua solidariedade às vítimas das enchentes. Através da Esmolaria Apostólica, para auxílio dos desabrigados, o Papa doou 100 mil euros (equivalente a 500 mil reais), sendo repassado para o Regional Sul 3 da Conferência Nacional dos Bispos do Brasil, que abrange todo o Rio Grande do Sul.
António Guterres, o secretário-geral da ONU, afirmou em nota que sente "profunda tristeza com a perda de vidas e os danos causados pelas fortes chuvas e enchentes no sul do Brasil", que "a equipe das Nações Unidas no país está pronta para ajudar o povo do Brasil neste momento difícil" e que tragédias como essa "são um lembrete dos efeitos devastadores da crise climática sobre vidas e meios de subsistência". O Alto-comissariado das Nações Unidas para os Refugiados (ACNUR) ofereceu apoio às vítimas das enchentes, trabalhando com diversas entidades para fornecer itens essenciais e auxílio na emissão de documentos e reforçando equipes locais para apoio psicológico. A agência estima que serão necessários cerca de 16 milhões de reais para ajudar com as necessidades mais urgentes na região. O ACNUR também lançou um Fundo de Resiliência Climática em abril de 2024 para desastres deste tipo e forneceu informações sobre como contribuir para mitigar os impactos das enchentes no Sul do Brasil em sua página na internet.
Em 14 de maio, o Novo Banco de Desenvolvimento, instituição financeira do BRICS, anunciou 5,75 bilhões de reais no financiamento de obras de reconstrução, recursos que devem ser transferidos de forma direta para o governo gaúcho e também por meio de parcerias com outras instituições financeiras, como o Banco Nacional de Desenvolvimento Econômico e Social (BNDES), o Banco do Brasil e o Banco Regional de Desenvolvimento do Extremo Sul (BRDE).

## Repercussão

### Imprensa
As emissoras de televisão como a RBS TV (afiliada da TV Globo), Record RS, SBT RS, Band RS, Rede Pampa (afiliada da RedeTV!) e a TVE RS (afiliada da TV Brasil) modificaram as suas programações para exibir boletins e especiais sobre as enchentes, além da cabeça de rede de cada canal realizarem as suas respectivas coberturas em alcance nacional.
As emissoras nacionais, como a Record, SBT e a Rede Bandeirantes, também mobilizaram seus principais apresentadores para ancorarem os telejornais direto das cidades afetadas. A TV Globo foi alvo de críticas pela ampla cobertura da apresentação da cantora estadunidense Madonna pela turnê The Celebration Tour no Rio de Janeiro, que coincidiu com um dos dias da tragédia no dia 4 de maio de 2024. Após as reclamações, o canal aumentou o espaço das reportagens sobre as enchentes, além de ancorar os telejornais e o Encontro com Patrícia Poeta direto das cidades gaúchas. A transmissão de uma edição do Profissão Repórter sobre Madonna também foi cancelada.
Além disso, as emissoras também realizaram especiais solidários para doações, como a TV Globo, abrindo doações no site Paraquemdoar.com.br, além de organizar o Futebol Solidário, unindo ex-futebolistas e famosos em um duelo com as equipes recebendo os nomes de União e Esperança direto do Maracanã, com os valores dos ingressos sendo destinados às ONGs ligadas aos afetados pela enchentes, atendendo a um pedido de Luciano Huck e transmitindo a partida dentro do Domingão com Huck. Já o SBT iniciou a campanha Juntos pelo Rio Grande do Sul dentro do Domingo Legal, abrindo centrais de doações pelas dependências do CDT da Anhanguera para o público.
Jornais impressos como o Zero Hora, Diário Gaúcho, Correio do Povo e Pioneiro tiveram a circulação suspensa e optaram por disponibilizar gratuitamente seus conteúdos digitais.
As enchentes tiveram expressiva repercussão na imprensa internacional, sendo noticiadas por jornais e agências de notícias de outros países, como o The New York Times, a BBC, a Reuters, a Xinhua, El País, The Guardian, Financial Times, Le Monde e a France-Presse. O jornal Wall Street Journal afirmou que a tragédia faz parte de fenômenos climáticos extremos causados pelo aumento das temperaturas no mundo. As enchentes foram também citadas pelo CIRA-NOAA em sua conta no Twitter.

### Futebol

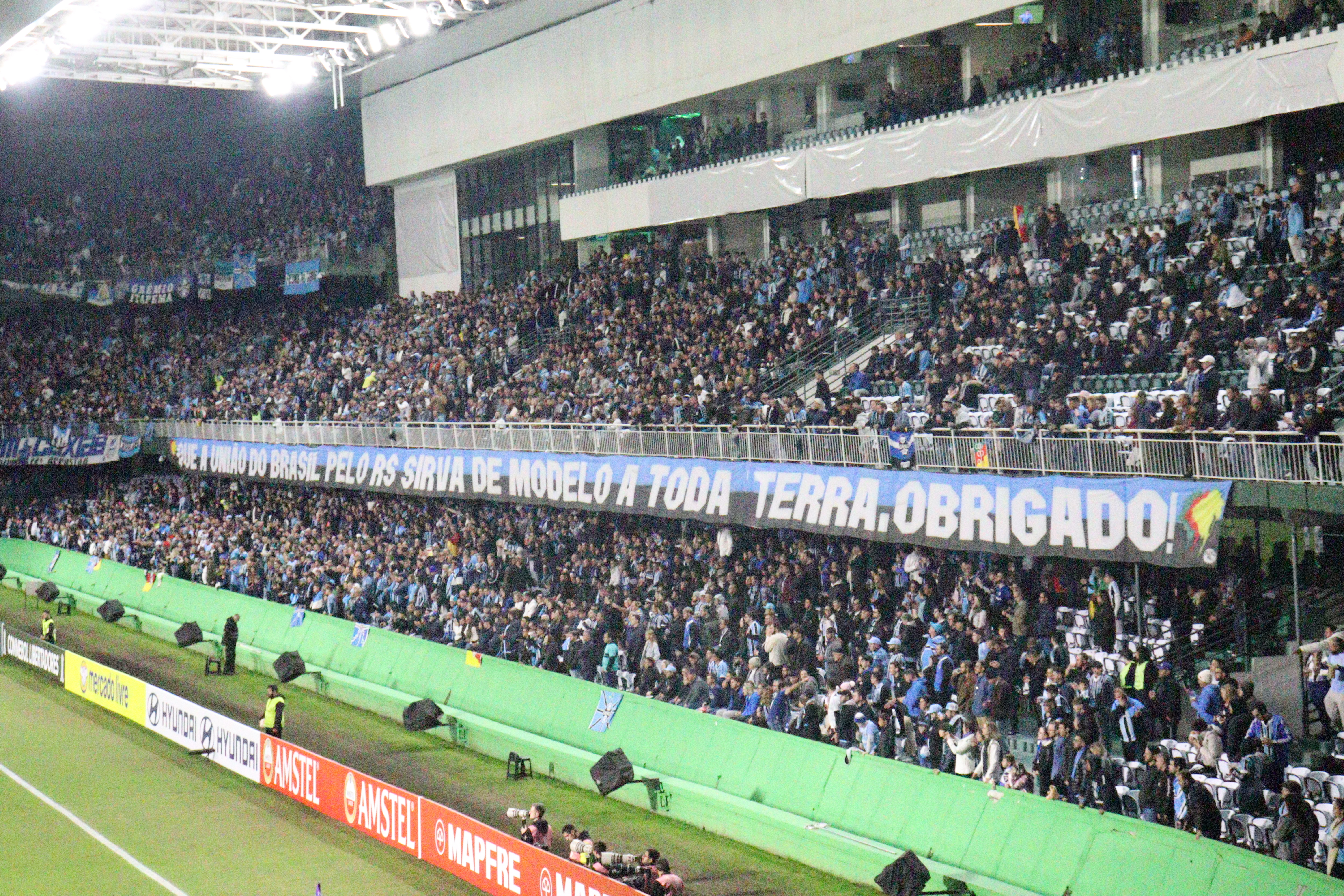
Faixa levantada durante a partida de retorno do Grêmio aos campos, em 29 de maio de 2024, no Estádio Couto Pereira

A Confederação Brasileira de Futebol (CBF) anunciou o adiamento de partidas da primeira divisão do Campeonato Brasileiro e outros campeonatos. Inicialmente descartou a paralisação do campeonato brasileiro, posteriormente adiando duas rodadas. A entidade também anunciou doação de R$1 milhão, além de lançar uma plataforma para arrecadar fundos aos atingidos pelas cheias. A água invadiu os estádios Arena do Grêmio e Estádio Beira-Rio e os respectivos centros de treinamento. O Estádio Olímpico Monumental do Grêmio, desativado desde 2013, foi temporariamente reaberto como um centro de coletas de doações para as vítimas da enchente, e a dupla Grenal realizou uma campanha para pressionar outros clubes pela paralisação do Brasileirão por pelo menos em algumas rodadas, recebendo apoio do Atlético Mineiro e dos times filiados à Liga Forte União. Diversos clubes anunciaram campanhas de arrecadação, alguns incluindo chaves Pix para doação em seus uniformes.

### Notícias falsas
Políticos e influenciadores, dentre eles alguns ligados ao bolsonarismo, publicaram notícias falsas sobre eventos relacionados à enchente. Depois de o Palácio do Planalto ter identificado, em perfis de políticos e influenciadores, posts com tais fake news, membros da Secretaria de Segurança Pública, do Governo Estadual, da Casa Civil e da Polícia Civil endossaram a abertura de investigações. Após a identificação dos conteúdos falsos nas redes sociais, Ricardo Lewandowski, ministro da Justiça, remeteu um documento à Polícia Federal para análise e adoção "das providências cabíveis, com a urgência que o caso requer". O presidente Lula, falando sobre as notícias falsas, defendeu a regulação das redes sociais. Em 9 de maio, o comandante do Exército, general Tomás Ribeiro Paiva, afirmou que as notícias falsas sobre a tragédia das enchentes no estado têm atrapalhado o trabalho de ajuda às vítimas.
Em 27 de maio, militares do exército geraram um alarme falso de evacuação do bairro Mathias Velho, em Canoas, atuando com base em informação não confirmada de que um dique havia rompido. A instituição classificou o episódio como "um grave erro de procedimento" e afastou os envolvidos.